# Kirchenbezirk Geislingen-Göppingen
Der Evangelische Kirchenbezirk Geislingen-Göppingen ist einer der Kirchenbezirke der Evangelischen Landeskirche in Württemberg und entstand zum 1. Januar 2025 durch Fusion der vorigen Kirchenbezirke Geislingen an der Steige und Göppingen.

## Geografie
Der Kirchenbezirk Geislingen-Göppingen liegt im Osten der württembergischen Landeskirche. Sein Gebiet umfasst überwiegend das untere und obere Tal der Fils und deren Seitentäler sowie die südlich anschließende Hochfläche der Schwäbischen Alb.

### Nachbarkirchenbezirke
Der Kirchenbezirk Geislingen-Göppingen grenzt an folgende Kirchenbezirke: Schwäbisch Gmünd, Heidenheim, Ulm und Blaubeuren (alle Prälatur Ulm), Kirchheim unter Teck (Prälatur Stuttgart) und Schorndorf (Prälatur Heilbronn) sowie Bad Urach-Münsingen (Prälatur Reutlingen).

## Geschichte
Der Kirchenbezirk Geislingen-Göppingen besteht aus den vormals separaten Kirchenbezirken Geislingen an der Steige und Göppingen.
Geislingen an der Steige gehörte vor 1803 zur Freien Reichsstadt Ulm. Von dort wurde 1531 die Reformation eingeführt. Als erster evangelischer Stadtpfarrer ist Paul Beck überliefert. 1810 kam das Gebiet um Geislingen an Württemberg. Von dort wurde am 23. November 1810 das Dekanat Geislingen errichtet, dessen Dekan jedoch zunächst mit der Pfarrei Altenstadt (das damals noch eine selbständige Gemeinde war) verbunden wurde. Das Dekanat gehört zum Generalat Ulm, aus der später die heutige Prälatur Ulm hervorging.
1833 wurde der Stadtpfarrer von Geislingen zum Dekan ernannt und der Sitz des Dekanats von Altenstadt nach Geislingen verlegt. Das Dekanat war identisch mit dem alten württembergischen Oberamt Geislingen, doch veränderte sich seine Grenzen dann mehrmals. Als das Oberamt Geislingen 1938 aufgelöst wurde, blieb der Kirchenbezirk Geislingen bestehen.
Das Dekanat Göppingen (damalige Bezeichnung Spezialsuperintendentur) wurde schon 1532, kurz nach der Reformation in Württemberg errichtet und gehört somit zu den ältesten Dekanaten der Landeskirche. Zum Dekan wurde der Pfarrer der Stadtkirche in Göppingen ernannt. Im 16. Jahrhundert war zeitweise der Dekanssitz in Ebersbach, weil der Göppinger Pfarrer zugleich Generalsuperintendent war. Das Dekanat Göppingen veränderte seine Grenzen mehrmals und zu Beginn des 19. Jahrhunderts war sein Gebiet identisch mit dem alten württembergischen Oberamt Göppingen. Es gehört zunächst zum Generalat Adelberg, ab 1598 zum Generalat Denkendorf, ab 1810 zum Generalat Urach und seit 1823 zum Generalat Ulm, aus dem die heutige Prälatur Ulm hervorging.
Zum 1. Januar 2025 entstand durch Fusion der neue Kirchenbezirk Geislingen-Göppingen.

## Leitung des Kirchenbezirks
Die Leitung des Kirchenbezirks obliegt der Bezirkssynode, dem Kirchenbezirksausschuss (KBA) und dem Dekan bzw. der Dekanin. Derzeitiger Dekan ist Hartmut Zweigle, vormals Dekan von Göppingen.

### Dekane des Kirchenbezirks Göppingen 1803–2024
- 1803–1811: Georg Friedrich Fischhaber

- 1812–1840: Erhard Wilhelm Gottfried Burk
- 1840–1870: Johann Ernst Osiander
- 1870–1886: Karl Friedrich Klaiber
- 1887–1889: Karl Ludwig Kalchreuter (1827–1889)
- 1889–1901: Karl August Schnaidt (1837–1902)
- 1902–1912: Karl Heinrich Adolf Hoffman (1844–1912)
- 1912–1913: Paul Hornberger
- 1913–1928: Julius Karl August Kalchreuter (1857–1943)
- 1928–1946/47: Otto Stahl(1876–1972)
- 1947–1950: Gotthilf Weber (1900–1987)
- 1950–1967: Gerhard Pfänder (1901–1981)
- 1967–1979: Karl Philippi (1914–1998)
- 1979–1991: Frieder Mörike (1929–2015)
- 1992–2008: Dieter Kunz (* 1944)
- 2008–2019: Rolf Martin Ulmer (* 1958)
- 2020–2024: Hartmut Zweigle (* 1962)

### Dekane des Kirchenbezirks Geislingen seit 1810–2024
- 1810–1814: Johann Jakob Miller, Dekan in Altenstadt, bereits ab 1790 dort Pfarrer
- 1814–1821: Karl Ulrich Gaab, Dekan in Altenstadt
- 1821–1832: Karl August Faber, Dekan in Altenstadt
- 1833–1835: Friedrich August Scholl, Dekan in Geislingen, bereits seit 1830 Stadtpfarrer
- 1836–1844: Franz Gottlieb Kapff
- 1845–1875: Ludwig Majer
- 1875–1889: Georg August Friedrich Roth (1826–1897)
- 1889–1896: Karl Albert Wilhelm Bacmeister (1845–1920)
- 1896–1906: Hermann Paul Dopffel (1851–1943)
- 1906–1933: Theophil Aichelin
- 1933–1949: Rudolf Brügel (1884–1959)
- 1949–1958: Karl Knoch (1894–1976)
- 1958–1968: Jakob Straub (1913–1997)
- 1969–1980: Paul Lempp (1915–1999)
- 1981–1995: Hermann Stahl (* 1931)
- 1995–2014: Gerlinde Hühn (* 1949)
- 2014–2024: Martin Elsässer (* 1958)

### Dekane des Kirchenbezirks Geislingen-Göppingen seit 2025
- seit 2025: Hartmut Zweigle (* 1962)

## Kirchengemeinden
Im Kirchenbezirk Geislingen-Göppingen gibt es insgesamt 30 Kirchengemeinden, die in 4 Distrikte gegliedert sind. Die Kirchengemeinden gehören zu politischen Städten und Gemeinden die überwiegend dem Landkreis Göppingen angehören.

### Kirchengemeinde Albershausen-Schlierbach
Die Kirchengemeinde Albershausen-Schlierbach umfasst die Gemeinden Albershausen und Schlierbach.
Eine Kirche wurde in Albershausen 1275 erstmals erwähnt. Das Patronat kam über das Stift Wiesensteig an Württemberg. Die spätgotische Johanneskirche wurde um 1455 erbaut und 1701, 1800, 1869–87, 1953 und 1971 erneuert. Sie hat einen Chor mit Kreuzrippengewölbe, in dem sich bis 1971 eine Orgelempore befand. Der Westturm wurde nach einem Brand von 1781 neu erbaut. Das Weilheimer Künstlerehepaar Gisela Dreher-Richels und Gerhard Dreher waren 1971/1972 für die künstlerische Renovierungskonzeption und die ornamentale Chorverglasung (Ausführung: Kunstglaserei Hack in Weilheim) verantwortlich. Bis 1970 gehörte auch die Filialkirchengemeinde Bünzwangen zu Albershausen, bevor diese mit Wirkung vom 1. Januar 1971 von Albershausen getrennt und der neu gebildeten Gesamtkirchengemeinde Ebersbach als vierte Teilkirchengemeinde angegliedert wurde.
Eine Kirche in Schlierbach wurde bereits 1275 erwähnt. Der Kirchensatz gelangte über die Hofwart von Kirchheim an die von Randeck, dann an Salome von Lichtenstein und schließlich an das Stift Kirchheim, dem die Kirche 1465 inkorporiert wurde. Die Kirche steht in einem erhöht gelegenen ehemaligen Kirchhof. Das Schiff mit netzrippengewölbtem Chor wurde 1497, der Turm 1498 erbaut.

### Kirchengemeinde am Hohenstaufen
Zur Kirchengemeinde am Hohenstaufen gehören die Orte Wäschenbeuren, Wäscherhof, Lindenbronn, Hohenstaufen, Hohrein, Maitis, Lenglingen und Reitprechts.
Schon 1228 wurde in Hohenstaufen ein Dekan erwähnt. Graf Ulrich schenkte die Pfarrkirche, die ab 1589 St. Jakobskirche genannt ist, dem Kloster Adelberg, dem sie 1454 inkorporiert wurde. Dieses seit 1859 als Barbarossakirche benannte Gotteshaus im Eigentum der evangelischen Gemeinde, eine spätgotische Chorturmanlage des 15. Jahrhunderts, wird von der katholischen Gemeinde St. Maria in Göppingen für Gottesdienste genutzt. Die benachbarte heutige evangelische Pfarrkirche wurde 1833 von Karl Marcell Heigelin entworfen, posthum 1838/39 erbaut und 1934 von Hans Seytter erweitert und restauriert. Dabei schuf Walter Kohler das farbige Rundbogenfenster und in zwei Abschnitten das große Weltgerichtsfresko: 1934 das Mittelteil (Weltenrichter in der Mandorla, mit zwei Chören der Seligen und zwei Engels-Chören, Krone und Marterwerkzeuge tragend) und 1940 die Seitenteile mit endzeitlichen Gleichnissen und Motiven, darunter optisch markant der Kampf Michaels mit dem Drachen als (auch zeitgeschichtliches) Symbol des Bösen. Das Fresko korrespondiert inhaltlich mit Walter Kohlers Westfenster in der benachbarten Barbarossakirche.
Lenglingen ohne Kirchengebäude, politisch zum Klosteramt Lorch, ab 1807 zur Gemeinde Großdeinbach, mit dieser ab 1. März 1972 zur Stadt Schwäbisch Gmünd und erst seit 1. Januar 1973 zur Stadt Göppingen gehörig, war kirchlich zunächst Filiale von Straßdorf. Nach der Reformation wurde es der Pfarrei Hohenstaufen zugeordnet.
Maitis gehörte politisch bis 1826 zur Gemeinde Hohenstaufen. Kirchlich war es zunächst Filiale von Lorch, seit 1680 von Hohenstaufen. Die spätgotische Kirche St. Leonhard und Maria in Maitis wurde 1464 erbaut. Seit 2014 ist die Kirchengemeinde Maitis Teil der Kirchengemeinde Hohenstaufen.
Ottenbach blieb nach der Reformation katholisch. Die überwiegend erst nach dem Zweiten Weltkrieg zugezogenen evangelischen Bewohner wurden der Kirchengemeinde Hohenstaufen zugeordnet. Seit 2015 gehört Ottenbach zur Christuskirchengemeinde Eislingen.
Bis 1933 gehörte auch der Täleshof (damals Großeislingen, heute Eislingen/Fils) zur Kirchengemeinde Hohenstaufen. Durch Bekanntmachung des Oberkirchenrats vom 3. März 1933 wurde der Täleshof der damaligen Kirchengemeinde Großeislingen (heute Kirchengemeinde Eislingen-Ottenbach) zugeordnet.
Zum 1. Januar 2018 wurde der Ort Wäschenbeuren, der bis dahin zu Rechberghausen gehörte, mit der Kirchengemeinde Hohenstaufen verbunden. Wäschenbeuren und Rechberghausen waren nach der Reformation katholisch geblieben. Überwiegend erst nach dem Zweiten Weltkrieg zogen auch evangelische Bewohner zu. Diese gehörten im Falle Wäschenbeurens und den zugehörigen Weilern Beutenmühle, Lindenbronn, Schützenhof, Wäscherhof und Ziegelhütte zur Kirchengemeinde Lorch (damals Kirchenbezirk Welzheim, heute Kirchenbezirk Schwäbisch Gmünd). Durch Bekanntmachung des Oberkirchenrats vom 13. Januar 1955 wurde die Filialkirchengemeinde Rechberghausen als Tochtergemeinde der Muttergemeinde Bartenbach errichtet und eine eigene Pfarrei in Rechberghausen errichtet, schließlich durch Bekanntmachung des Oberkirchenrats vom 17. Oktober 1974 von der Mutterkirchengemeinde Bartenbach getrennt und zur selbständigen Kirchengemeinde erhoben. Gleichzeitig wurden ihr die evangelischen Bewohner aus Wäschenbeuren und den zugehörigen Weilern zugeordnet. Später wurde in Wäschenbeuren ein eigenes Pfarramt und ein Gemeindehaus errichtet. Wäschenbeuren wurde dann zum 1. Januar 2018 von Rechberghausen gelöst und mit der Kirchengemeinde Hohenstaufen zur neuen Kirchengemeinde am Hohenstaufen verbunden. Das Gemeindehaus Wäschenbeuren wurde 2008 erweitert und in Martin-Luther-Kirche umbenannt.

### Kirchengemeinde Amstetten

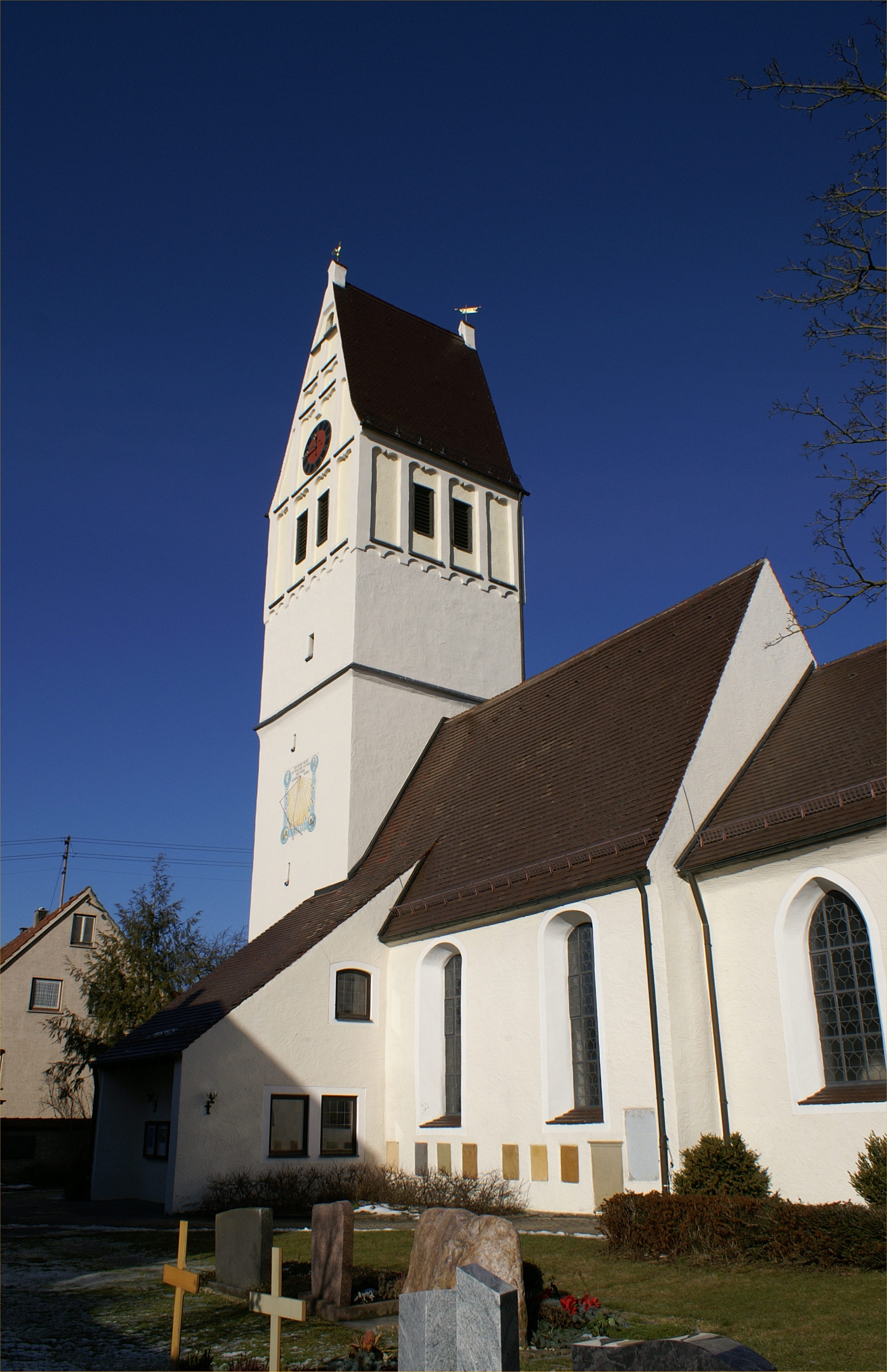
Laurentiuskirche in Amstetten-Dorf

Die Kirchengemeinde Amstetten umfasst den Kernort der gleichnamigen Gemeinde Amstetten. Die Kirchengemeinde hat zwei Kirchen, die Laurentiuskirche (erbaut 1498/99) in Amstetten-Dorf und die Friedenskirche (erbaut 1966) in Amstetten-Bahnhof.

### Kirchengemeinde Bad Boll
Die Kirchengemeinde Bad Boll (bis 2007 nur Boll) umfasst die Gemeinde Bad Boll mit ihrem Ortsteil Eckwälden. Eine zur Stauferfamilie gehörige Berta von Boll gründete in Boll ein Stift, das 1155 dem Hochstift Konstanz zinspflichtig wurde und 1464 dem Stift Oberhofen in Göppingen inkorporiert wurde. Die ehemalige Stiftskirche ist heute Pfarrkirche Bad Bolls. Sie wurde 1286 als St. Cyriakuskirche erwähnt. Es handelt sich um eine romanische Pfeilerbasilika, unter der sich eine Krypta aus dem 11. Jahrhundert befindet. Das Schiff wurde später verlängert. Der Turm befindet sich an der Südwestecke des Schiffs. Im Innern ist manche bemerkenswerte Bildhauerarbeit zu sehen: das romanische tiefe Taufbecken, 1902 nachbearbeitet, aus der Gotik die Maßwerkfenster und die Steinkanzel am mittleren Pfeiler der Nordseite mit Rebstockrelief am Treppengeländer, und schließlich der farbig gestaltete Barock-Schalldeckel. Im Rahmen der Kirchenrenovierung 1902 erhielt die Stiftskirche von Christoph Blumhardt zwei 1889 für das Kurhaus Boll von Jakob Grünenwald entworfene Glasgemälde (Mose und Christus). Das Christusfenster im Chor wurde 1957 entfernt zugunsten der Arbeit Offenbarung des bekannten Glasmalers Hans Gottfried von Stockhausen, das Mosefenster verblieb im nördlichen Seitenschiff.
Der zu Bad Boll gehörige Ortsteil Eckwälden gehörte bis 1933 als Nebenort zur Kirchengemeinde Zell unter Aichelberg im Kirchenbezirk Kirchheim unter Teck. Durch Bekanntmachung des Oberkirchenrats vom 18. März 1933 wurde Eckwälden der Kirchengemeinde Boll (Kirchenbezirk Göppingen) angegliedert. In Eckwälden gibt es keine Kirche. Zum 1. Januar 1976 wurde dann auch Zell unter Aichelberg in den Kirchenbezirk Göppingen umgegliedert.
Nachdem die Gemeinde Boll den Zusatz Bad verliehen bekommen hatte, wurde auch die Evangelische Kirchengemeinde Boll mit Wirkung vom 18. Juli 2007 in Kirchengemeinde Bad Boll umbenannt.
Im Ortsteil Bad Boll-Bad befindet sich seit 1920 einer der beiden Sitze der Herrnhuter Brüdergemeine (der andere ist in Herrnhut in Sachsen). Ferner hat die Evangelische Akademie Bad Boll der Evangelischen Landeskirche in Württemberg hier ihren Sitz.

### Kirchengemeinde Bad Überkingen
Die Kirchengemeinde Bad Überkingen umfasst die Gemeinden Bad Überkingen, Hausen, Oberböhringen und Unterböhringen und entstand zum 1. Januar 2023 aus der vormaligen Gesamtkirchengemeinde Bad Überkingen.
Die Pfarrkirche in Bad Überkingen ist eine spätgotische Chorturmanlage mit hohem Spitzhelm, die 1569 erweitert wurde. 1914 wurde sie umgebaut. Im Chor finden sich noch Spuren alter Malereien. Die alte Holzdecke wurde 1756 renoviert. Außerdem gibt es Grabdenkmäler von Badegästen aus dem 17. Jahrhundert. Bis 1994 wurde die Kirchengemeinde nur mit „Kirchengemeinde Überkingen“ bezeichnet. Mit Wirkung vom 15. Juli 1994 wurde sie in „Kirchengemeinde Bad Überkingen“ umbenannt.
Die Dorfkirche Hausen war ursprünglich eine gotische Marienkapelle von 1399 mit dreiseitigem Chor. 1859 wurde sie völlig erneuert.
Die St. Peter- und Paulskirche in Unterböhringen wurde bereits 1270 erwähnt. Die heutige Kirche stammt aus dem 15. Jahrhundert, wurde im 17. Jahrhundert aber stark verändert. Es handelt sich um eine Chorturmkirche mit flachgedecktem Saal. Bis 1930 gehörte auch Deggingen und bis 1941 auch Reichenbach i.T. zur Kirchengemeinde Unterböhringen.

### Kirchengemeinde Bartenbach-Rechberghausen
Die Kirchengemeinde Bartenbach-Rechberghausen umfasst den Stadtteil Bartenbach der Stadt Göppingen und die Gemeinde Rechberghausen. Kirchlich gehörte Bartenbach zur Oberhofenkirche Göppingen. 1920 wurde Bartenbach eigene Pfarrei. Eine Kapelle St. Otmar und Maria wurde in Bartenbach 1404 erwähnt. Im Dreißigjährigen Krieg wurde sie zerstört. An gleicher Stelle wurde 1651 die heutige Kirche als Querkirche erbaut. 1974 erbaute sich die Gemeinde mit Architekt Gerhard Fetzer (Grunbach) ein neues Gemeindezentrum, in dem heute die Gottesdienste gefeiert werden. Das Bronze-Altarkreuz mit Leuchtern wurde 1974 vom Hohenstaufener Künstler Hermann Schwahn (1927–2003) und die Farbverglasung 1980 von der Stuttgarter Glaskünstlerin Anna-Dorothea Kunz-Saile geschaffen. Die alte evangelische Dorfkirche wird seitdem als Heilig-Kreuz-Kirche von der Armenischen Gemeinde Baden-Württemberg genutzt und ging mit Vertrag vom 18. Dezember 2018 in deren Eigentum über.
Zur Kirchengemeinde Bartenbach gehörten zunächst auch die evangelischen Bewohner im benachbarten Rechberghausen, die dort überwiegend erst nach dem Zweiten Weltkrieg zugezogen waren. Für diese wurde dann durch Bekanntmachung des Oberkirchenrats vom 13. Januar 1955 eine Filialkirchengemeinde von Bartenbach errichtet. Durch Bekanntmachung vom 17. Oktober 1974 wurde diese dann von der Mutterkirchengemeinde Bartenbach getrennt und zur selbständigen Kirchengemeinde erhoben.
Rechberghausen blieb nach der Reformation katholisch. Überwiegend erst nach dem Zweiten Weltkrieg zogen auch evangelische Bewohner zu. Diese gehörten zunächst zur Kirchengemeinde Bartenbach. Durch Bekanntmachung des Oberkirchenrats vom 13. Januar 1955 wurde die Filialkirchengemeinde Rechberghausen als Tochtergemeinde der Muttergemeinde Bartenbach errichtet und eine eigene Pfarrei in Rechberghausen errichtet. 1960/61 wurde auch durch den Stuttgarter Architekten Paul Heim jun. eine eigene Kirche, die Jesus-Christus-Kirche mit Gemeinderäumen unten im Hanggeschoss erbaut. Der Maler und Grafiker Albrecht Braun gestaltete die Kirche außen im Eingangsbereich mit Betonreliefs (Kreuzigung, Auferstehung, Emmaus, Pfingsten) und an der Ostwand mit einem Sgraffito (Michaels Drachenkampf). Durch Bekanntmachung des Oberkirchenrats vom 17. Oktober 1974 wurde die Filialkirchengemeinde Rechberghausen von der Mutterkirchengemeinde Bartenbach getrennt und zur selbständigen Kirchengemeinde erhoben. Gleichzeitig wurden ihr die evangelischen Bewohner aus Wäschenbeuren und den zugehörigen Weilern zugeordnet. Später wurde in Wäschenbeuren ein eigenes Pfarramt und ein Gemeindehaus errichtet (2008 erweitert und in „Martin-Luther-Kirche“ umbenannt). Wäschenbeuren wurde dann zum 1. Januar 2018 von Rechberghausen gelöst und mit der Kirchengemeinde Hohenstaufen zur neuen Kirchengemeinde am Hohenstaufen verbunden.
Die beiden Evangelischen Kirchengemeinden Rechberghausen und Bartenbach sind zum 1. Januar 2023 wieder zu einer Gemeinde fusioniert.

### Kirchengemeinde Bezgenriet
Die Kirchengemeinde Bezgenriet umfasst den Stadtteil Bezgenriet der Stadt Göppingen. Bezgenriet war kirchlich zunächst Filiale von Schopflenberg und kam mit diesem 1551 an Uhingen. Die Kirche in Bezgenriet wurde 1405 als Laurentiuskapelle erbaut. Das Schiff und der Turm wurden 1611 neu erbaut. 1947 legte man ein bauzeitliches Weltgerichts-Fresko im Chor frei. Das Chorfenster wurde 1960 von Adolf Valentin Saile mit Passionsmotiven und einer Darstellung des Namenspatrons Laurentius gestaltet. Seit 2013 wird die Kirchengemeinde von den Nachbargemeinden Hattenhofen und Jebenhausen aus versorgt.

### Christuskirchengemeinde im Täle (Auendorf, Deggingen-Bad Ditzenbach)
Die Christuskirchengemeinde im Täle wurde zum 1. Januar 2012 durch Fusion der beiden Kirchengemeinden Auendorf und Deggingen-Bad Ditzenbach gebildet. Sie umfasst den Ortsteil Auendorf der Gemeinde Bad Ditzenbach und die beiden politischen Gemeinden Deggingen (einschließlich des Ortsteils Reichenbach i.T.) und Bad Ditzenbach (einschließlich des Ortsteils Gosbach). In den beiden letztgenannten überwiegend katholischen Gemeinden siedelten sich überwiegend erst nach dem Zweiten Weltkrieg evangelische Gemeindeglieder an. Sie gehörten bis 1930 zu verschiedenen umliegenden evang. Kirchengemeinden (Deggingen und Reichenbach i. T. zu Unterböhringen, Bad Ditzenbach zu Auendorf und Gosbach zu Wiesensteig). Durch Bekanntmachung des Oberkirchenrats vom 31. März 1930 wurde die selbständige Filialkirchengemeinde Bad Ditzenbach der Muttergemeinde Wiesensteig für die Orte Bad Ditzenbach, Gosbach und Deggingen errichtet. Sie bildete mit der Muttergemeinde die Gesamtkirchengemeinde Wiesensteig. Das Kultministerium hatte die neue Filialkirchengemeinde und die Gesamtkirchengemeinde mit Schreiben vom 25. März 1930 als Körperschaften des öffentlichen Rechts anerkannt. Durch Bekanntmachung vom 20. März 1941 wurde auch Reichenbach i. T. mit Pulvermühle (aber ohne Gairen, das bei der Kirchengemeinde Schlat, Kirchenbezirk Göppingen, verblieb), von der Kirchengemeinde Unterböhringen in die Kirchengemeinde Bad Ditzenbach umgegliedert. Durch Bekanntmachung vom 7. Oktober 1954 wurde die Filialkirchengemeinde Bad Ditzenbach von der Muttergemeinde Wiesensteig losgelöst und zur selbständigen Kirchengemeinde Bad Ditzenbach erhoben, gleichzeitig wurde die Gesamtkirchengemeinde Wiesensteig aufgehoben. 1954 wurde dann in Deggingen (in dem Teil, der unmittelbar an Bad Ditzenbach grenzt) eine kirchliche Begegnungsstätte (Gemeindezentrum) erbaut und eine eigene Pfarrei errichtet. Die heutige Christuskirche wurde erst 1962 erbaut. Danach wurde die Kirchengemeinde Bad Ditzenbach durch Bekanntmachung des Oberkirchenrats vom 12. März 1962 in „Kirchengemeinde Deggingen“ umbenannt. Durch weitere Bekanntmachung vom 2. Mai 1980 wurde sie schließlich in „Kirchengemeinde Deggingen-Bad Ditzenbach“ umbenannt.
Auendorf war bis 1683 Filiale von Gruibingen und wurde dann eine eigenständige Pfarrei. Ebenso wie die Kirchengemeinde Gruibingen gehörte die Kirchengemeinde Auendorf zunächst zum Kirchenbezirk Göppingen. Mit Wirkung vom 1. Januar 1972 wurde sie in den Kirchenbezirk Geislingen umgegliedert. Bis 1911 gehörte auch der Wohnplatz Schonterhöhe (Gemeinde Bad Ditzenbach) zur Kirchengemeinde Auendorf. Durch Bekanntmachung des Oberkirchenrats vom 29. August 1911 wurde die Schonterhöhe in die Kirchengemeinde Aufhausen umgegliedert. Bis 1930 gehörte auch Bad Ditzenbach zur Kirchengemeinde. Die heutige Christuskirchengemeinde gehört zum Distrikt Obere Fils.
Die Stephanuskirche in Auendorf wurde 1619 anstelle einer Kapelle aus dem 12. Jahrhundert errichtet. Die Christuskirche in Deggingen wurde 1962 gebaut.

### Kirchengemeinde Donzdorf
Die Kirchengemeinde Donzdorf umfasst die Stadt Donzdorf mit ihren Stadtteilen Reichenbach und Winzingen sowie die Stadt Lauterstein bestehend aus den Stadtteilen Nenningen und Weißenstein. Darüber hinaus gehören weitere Gehöfte und Weiler zur Kirchengemeinde Donzdorf. Die Kirchengemeinde Donzdorf gehört zum Distrikt Unteres Filstal.
Die beiden Städte Donzdorf und Lauterstein haben eine überwiegend katholische Bevölkerung. Erst nach dem Zweiten Weltkrieg zogen auch Protestanten in dieses Orte. Die evangelische Kirchengemeinde in Donzdorf ist erst danach entstanden. Erst 1953 wurde die Christuskirche in Donzdorf erbaut und eine eigene Pfarrei errichtet. Die selbstständige Kirchengemeinde Donzdorf wurde durch Bekanntmachung des Oberkirchenrats vom 23. April 1957 gebildet, nachdem das Kultusministerium die neue Kirchengemeinde mit Schreiben vom 11. Februar 1957 als Körperschaft des öffentlichen Rechts anerkannt hatte. Sie umfasste damals die Orte Donzdorf, (ohne deren Weiler Oberweckerstell und Vogelhof), Reichenbach unter Rechberg, Winzingen, Wißgoldingen und die zu Rechberg gehörigen Weiler Kratzerhöfle, Schurrenhof, Stollenhäusle und Stollenhof.
Die Orte Nenningen und Weißenstein, welche heute die Stadt Lauterstein bilden, gehörten bis 1975 zur Kirchengemeinde Degenfeld im Kirchenbezirk Göppingen. Gemäß Bekanntmachung des Oberkirchenrats vom 13. Februar 1975 wurden die beiden Orte von der Kirchengemeinde Degenfeld abgetrennt und der Kirchengemeinde Donzdorf im Kirchenbezirk Geislingen zugeordnet, während Degenfeld selbst zum Kirchenbezirk Schwäbisch Gmünd kam. Im Gegenzug wurden die evangelischen Bewohner von Wißgoldingen (Gemeinde Waldstetten) und den Wohnplätzen Kratzerhöfle, Schurrenhof, Stollenhäusle und Stollenhof des Schwäbisch Gmünder Stadtteils Rechberg von der Kirchengemeinde Donzdorf gelöst und der Kirchengemeinde Waldstetten im Kirchenbezirk Schwäbisch Gmünd zugeordnet.

### Kirchengemeinde Dürnau-Gammelshausen
Die Kirchengemeinden Dürnau und Gammelshausen sind seit 2013 zu einer Kirchengemeinde fusioniert. Dürnau umfasst die Gemeinde Dürnau. Eine Kirche wurde erstmals 1275 erwähnt. 1417 wurde sie St. Kilian und Cyriakus genannt. Über die Herren von Rechberg gelangte der Kirchensatz an das Kloster Adelberg, dem die Kirche 1346 inkorporiert wurde. Die Herren von Zillenhart, die bis ins frühe 17. Jahrhundert über den Ort herrschten, führten 1545 die Reformation ein. Die Erweiterung der Cyriakuskirche 1583 schuf einen spätmanieristischen Bau mit spätgotischen Wandmalereien (Zehn Gebote, Szenen aus dem Leben Jesu) auf der Empore an der Nordwand und zahlreichen Grabdenkmälern der Herren von Zillenhart. Unter anderem liegt Christoph Martin von Degenfeld dort begraben. Von 1681 bis 1964 wurde die Kirche als Simultankirche genutzt. Der Halbmond auf der Kirchturmspitze ist ein für Kirchen nicht unüblicher Turmschmuck und entgegen der Legende kein Beutestück der Türkenkriege.
Gammelshausen umfasst die Gemeinde Gammelshausen. Politisch teilte Gammelshausen die Geschicke des Nachbarorts Dürnau, zu dem es seit 1798 auch kirchlich (zuvor zu Boll) gehört, bis 2012 noch als eigenständige Kirchengemeinde. Eine Kapelle St. Maria wurde in Gammelshausen 1436 erwähnt. Die heutige Kirche wurde 1700 erbaut, hat aber noch ältere Teile. Die Kirchengemeinde Gammelshausen wurde schon vor der Fusion vom Pfarramt Dürnau betreut.

### Kirchengemeinde Ebersbach
Zur Kirchengemeinde Ebersbach gehören alle Teilorte der Stadt Ebersbach: Büchenbronn, Bünzwangen, Ebersbach, Krapfenreut, Roßwälden, Sulpach und Weiler.
Eine Kirche wurde in Ebersbach 1228 erstmals erwähnt. 1481 wurde sie St. Veit genannt. Der Kirchensatz gelangte 1276 von Württemberg an die Familie von Staufen, dann an die Deutschordenskommende Ulm, schließlich 1446 an das Stift Oberhofen in Göppingen, dem die Kirche 1449 inkorporiert wurde. Württemberg führte die Reformation ein. Die heutige Veitskirche ist eine ehemalige Wehrkirche im ummauerten Kirchhof. Der Chor ist netzgewölbt. Der Turm der Kirche wurde 1625 durch einen Blitzschlag zerstört und danach von Heinrich Schickhardt wieder aufgebaut und mit einem neuen Turmhelm versehen. Der Stuttgarter Architekt Paul Heim jun. (1905–1988) leitete die große Renovierung 1956. Dabei schuf Rudolf Yelin d. J. drei Chorfenster (links Altes Testament, Farben blau/grün: Schöpfung, Sündenfall, Kain und Abel, Turmbau zu Babel, Mose-Gesetzgebung; Mitte Neues Testament 1, Evangelien, Farben gelb/ocker: Kindersegnung, Heilungswunder, Kreuzigung, Grablegung; rechts Neues Testament 2, Farben grün/ocker: Aussendung der Jünger, Auferstehung, Herr über Lebende und Tote). 1962 wurde ein Gemeindezentrum mit Gemeindehaus, Kindergarten und Diensträumen errichtet, die ornamentale Verglasung im Saal stammt von Hans Gottfried von Stockhausen.
Durch Bekanntmachung des Oberkirchenrats vom 28. November 1931 wurde der bis dahin zur Kirchengemeinde Roßwälden (damals Kirchenbezirk Kirchheim unter Teck) gehörige Ort Sulpach von der Kirchengemeinde Roßwälden gelöst und der Kirchengemeinde Ebersbach zugeordnet. Infolge starken Wachstums der Gemeinde wurde die Kirchengemeinde Ebersbach mit Wirkung vom 1. Januar 1971 in drei selbständige Kirchengemeinden, Ebersbach West, Ebersbach Ost und Ebersbach-Sulpach, getrennt und gleichzeitig die Gesamtkirchengemeinde Ebersbach gebildet. Dieser wurde auch die Kirchengemeinde Bünzwangen, die bis dahin Filialkirchengemeinde von Albershausen war, angegliedert. Das Kultusministerium hatte die Gesamtkirchengemeinde Ebersbach und deren drei Teilkirchengemeinden mit Schreiben vom 7. Januar 1971 als Körperschaften des öffentlichen Rechts anerkannt. 1990 wurden die Kirchengemeinden Ebersbach-Sulpach und Bünzwangen wieder aus der Gesamtkirchengemeinde Ebersbach ausgegliedert und verselbstständigt.
Mit Wirkung vom 1. Juli 2006 wurden auch die beiden noch verbliebenen Kirchengemeinden Ebersbach West und Ebersbach Ost wieder aufgehoben. Ihre Aufgaben wurden auf die Gesamtkirchengemeinde Ebersbach übertragen, die gleichzeitig in Kirchengemeinde Ebersbach umbenannt wurde. Inzwischen gab es auch drei Pfarreien in Ebersbach, wobei das Pfarramt Ebersbach-Süd 1990 in Pfarramt Bünzwangen-Sulpach umbenannt wurde.
Bis ins 19. Jahrhundert gehörte auch Baiereck zur Pfarrei Ebersbach, bis dort 1848 eine eigene Pfarrei errichtet wurde. Baiereck dann Teil des Kirchenbezirks Schorndorf, bis es 2016 in den Kirchenbezirk Göppingen wechselte. Ferner war der Weiler Nassachmühle (Gemeinde Uhingen) bis 1926 zur Kirchengemeinde Ebersbach zugeordnet. Durch Bekanntmachung des Oberkirchenrats vom 28. Mai 1926 wurde Nassachmühle der Kirchengemeinde Uhingen angegliedert. Baiereck gehört seit 2016 ebenfalls zur Kirchengemeinde Uhingen.
Bünzwangen gehörte kirchlich zunächst zu Schlierbach und ab 1748 zu Albershausen. Mit Wirkung vom 1. Januar 1971 wurde die Filialkirchengemeinde Bünzwangen von Albershausen abgetrennt und der neu gebildeten Gesamtkirchengemeinde Ebersbach angegliedert. Eine eigene Kapelle St. Leonhard wurde in Bünzwangen bereits 1481 erwähnt. Die heutige Leonhardskirche in Bünzwangen wurde 1778 als chorloser Rechteckbau durch Anbau an den alten Turm errichtet. Barockgemälde der zwölf Apostel und von Jesus zieren die Emporenbrüstung. Drei Ölgemälde (Christus, Moses, Johannes der Täufer; um 1885) stammen von dem Bünzwanger Künstler und Professor der Stuttgarter Kunstakademie Jakob Grünenwald.
Sulpach gehörte politisch stets zu Ebersbach an der Fils. Kirchlich hatte Sulpach eine eigene Pfarrei, zu der auch Weiler ob der Fils zugeordnet war. Eine Kirche wurde in Sulpach bereits 1275 erwähnt. Im 16. Jahrhundert wird sie St. Lorenz genannt. Ihre jetzige Form erhielt die Laurentiuskirche im Jahre 1607. 1955 schuf Rudolf Yelin d. J. drei Chorfenster (links und rechts: die Evangelisten mit ihren Symbolen; Mitte: Abendmahl, Kreuzigung, Auferstehung, Königskrone). Später war Sulpach Bestandteil der Kirchengemeinde Roßwälden (damals Kirchenbezirk Kirchheim unter Teck). Durch Bekanntmachung des Oberkirchenrats vom 28. November 1931 wurde Sulpach von der Kirchengemeinde Roßwälden gelöst und mit Wirkung zum 1. April 1932 der Kirchengemeinde Ebersbach im Kirchenbezirk Göppingen zugeordnet. Mit Wirkung vom 1. Januar 1971 wurde dann die selbständige Kirchengemeinde Ebersbach-Sulpach innerhalb der ebenfalls neu gebildeten Gesamtkirchengemeinde Ebersbach gebildet. 1990 schied die Kirchengemeinde Ebersbach-Sulpach jedoch zusammen mit der Kirchengemeinde Bünzwangen wieder aus der Gesamtkirchengemeinde Ebersbach aus.
Eine Kirche wurde in Roßwälden 1275 erstmals erwähnt. Im 16. Jahrhundert wird sie St. Benedikt genannt. Der Kirchensatz kam über Heinrich dem Amann von Bissingen an Konrad Malse und 1337 an das Kloster Adelberg, nach der Reformation an Württemberg. Die heutige Benedikts-Kirche ist ein Saalbau mit dreiseitigem Chorschluss aus dem 16. Jahrhundert, 1726 renoviert und 1980 mit einem Sakristei-Anbau versehen. Der Taufstein datiert aus dem 14./15. Jahrhundert. Der Glasmaler Adolf Valentin Saile gestaltete 1980 die drei Chorfenster (links: Sündenfall, Mose, Geburt Christi; Mitte: Kreuzigung, Auferstehung, Weltenherrscher; rechts: Pfingsten und Wunder). Bis 1961 gehörte die Kirchengemeinde Roßwälden zum Kirchenbezirk Kirchheim unter Teck. Mit Wirkung vom 1. April 1961 wurde sie in den Kirchenbezirk Göppingen umgegliedert.
In Weiler ob der Fils wurde an der Stelle eines Vorgängerbaus im Jahr 1603 die Blasiuskirche als Filialkirche erbaut. Der Renaissancezeit entsprechend erhielt sie einen nicht eingezogenen Chor, die Kanzel auf der Nordwand, gegenüber eine West- und ehemalige Südempore mit ehemaliger Außentreppe. Im Westen wurde 1990 ein Anbau als Sakristei und Gruppenraum angefügt.
Zum 1. Januar 2023 fusionierten die damaligen drei Kirchengemeinden Ebersbach, Roßwälden-Weiler und Bünzwangen-Sulpach zur Evangelische Kirchengemeinde Ebersbach.

### Emmauskirchengemeinde Holzheim-Schlat
Die Evangelische Emmauskirchengemeinde Holzheim-Schlat ist seit 2023 ein Zusammenschluss aus den ursprünglich selbständigen Kirchengemeinden Holzheim, Manzen-Ursenwang, Schlat und St. Gotthardt. Sie umfasst den Stadtbezirk Holzheim der Großen Kreisstadt Göppingen und die Gemeinde Schlat.
Die ehemalige Kirchengemeinde Holzheim umfasst den Kernbereich des Stadtbezirks Holzheim der Stadt Göppingen ohne die Ortsteile St. Gotthardt und Manzen-Ursenwang. Kirchlich gehörte Holzheim zunächst zur Oberhofenkirche. 1555 wurde eine eigene Pfarrei errichtet. Eine Kapelle St. Bernhard wurde in Holzheim bereits 1463 erwähnt. Sie wurde zur spätgotischen Pfarrkirche erweitert. Diese hat einen kreuzgewölbten Chor. Das Schiff wurde 1671 nach Norden und Westen erweitert und dort mit einer Zweiseiten-Empore versehen. 1878 wurde die Kirche renoviert, dabei erhielt sie einen westlichen Dachreiter. Der Glaskünstler Wolf-Dieter Kohler gestaltete 1977 die vier gotischen Chorfenster. 1994 folgte der Nord-Anbau mit Außenrenovierung und 2005 die Innenrenovierung mit Neugestaltung des Altarbereichs. Im Jahr 2017 wurde neben der Kirche das neue Gemeindehaus eingeweiht. Das Pfarramt Holzheim betreut auch die Kirchengemeinde St. Gotthardt, welcher durch Bekanntmachung des Oberkirchenrats vom 6. Juli 1954 auch die evangelischen Bewohner von Manzen, die bis dahin zur Kirchengemeinde Holzheim gehörten, zugeordnet wurden. 1965 wurde dann die Filialkirchengemeinde Manzen-Ursenwang als Tochtergemeinde von Holzheim gebildet. Durch Bekanntmachung des Oberkirchenrats vom 22. Januar 1969 wurde diese schließlich von der Muttergemeinde Holzheim gelöst und zur selbständigen Kirchengemeinde erhoben. Seit 2017 bildet sie gemeinsam mit Schlat die Kirchengemeinde Manzen-Ursenwang-Schlat.
Die ehemalige Kirchengemeinde Manzen-Ursenwang-Schlat umfasst die Ortsteile Manzen und Ursenwang im Stadtbezirk Holzheim der Stadt Göppingen sowie die Gemeinde Schlat.
Die Kirchengemeinde Schlat umfasste die politische Gemeinde Schlat. Eine Kirche wurde in Schlat bereits 1275 erwähnt. 1553 wird sie St. Andreas genannt. Der Kirchensatz gelangte über die Grafen von Helfenstein an das Kloster Königsbronn. Die heutige Andreaskirche wurde 1472 erbaut und 1584 erweitert. 1772 wurde sie renoviert. Der rechteckige Bau hat keinen Chor. Der Turm wurde 1779 auf dem Untergeschoss des Vorgängerbaus neu errichtet. 2017 wurde die Kirchengemeinde Schlat aufgelöst und ihr Bezirk der Göppingen-Holzheimer Kirchengemeinde Manzen-Ursenwang angegliedert, die gleichzeitig in Kirchengemeinde Manzen-Ursenwang-Schlat umbenannt wurde. Manzen wurde ab 1952, Ursenwang ab 1961 auf der Gemarkung des Stadtbezirks Holzheim der Stadt Göppingen als neue Ortsteile angelegt. Die evangelischen Bewohner dieser Ortsteile gehörten daher zunächst zur Kirchengemeinde Holzheim. Manzen wurde durch Bekanntmachung des Oberkirchenrats vom 6. Juli 1954 der Filialkirchengemeinde St. Gotthardt zugeordnet, die jedoch bis heute vom Pfarramt Holzheim betreut wird. Durch Bekanntmachung des Oberkirchenrats vom 17. Dezember 1965 wurde die selbständige Filialkirchengemeinde Manzen-Ursenwang errichtet. Das Kultusministerium hatte die Filialkirchengemeinde Manzen-Ursenwang mit Schreiben vom 30. November 1965 als Körperschaft des öffentlichen Rechts anerkannt. Durch Bekanntmachung vom 22. Januar 1969 wurde die Filialkirchengemeinde Manzen-Ursenwang von der Kirchengemeinde Holzheim gelöst und zur selbständigen Kirchengemeinde erhoben. 1975 wurde eine eigene Pfarrei errichtet und in Manzen durch Architekt Jan Beng Oei aus Fellbach das Gemeindezentrum mit Johanneskirche gebaut. Die ungegenständlichen Betonglasfenster aus Dallglas schuf die Künstlerin Annerose Schmidt-Weber aus Freudenstadt-Christophstal. 1990 wurde ein freistehender Glockenturm an das Gemeindezentrum dazugebaut. Daneben liegen Mitarbeiterwohnungen und das Pfarrhaus. Die Kirchengemeinde hat einen Singkreis.
Die ehemalige Kirchengemeinde St. Gotthardt umfasst den Ortsteil St. Gotthardt im Stadtbezirk Holzheim der Stadt Göppingen. Kirchlich gehörte St. Gotthardt zunächst zur Oberhofenkirche. Die Kapelle in St. Gotthardt (dem einzigen Ort dieses Namens nördlich der Alpen und außerhalb Norditaliens und Österreichs), war wohl eine Wallfahrtskirche, die um 1350 vom in Söldnerdiensten in die Toskana gereisten Seifried von Zillenhardt, Ritter auf der nahegelegenen Burg Zillenhart, im Rahmen der damaligen Gotthardt-Verehrung erbaut wurde und dem danach entstehenden Ort ihren Namen gab. Aus dieser Zeit stammt die kleinere der beiden Glocken. Ein Fresko-Rest (Geißelung Jesu) und Bodenfliesen von 1500 wurden 1993 bei der Kirchenrenovierung freigelegt. Der Glaskünstler Wolf-Dieter Kohler gestaltete 1973 das Rundfenster in der Altarwand mit dem Ostermotiv der drei Frauen am leeren Christusgrab. Das Kirchlein ist nach der romanischen evangelischen Stiftskirche Faurndau das zweitälteste Gebäude im heutigen Göppingen. Seit der Reformation wird die Kirchengemeinde St. Gotthardt vom Pfarramt Holzheim betreut. Die manchmal aufgestellte Behauptung, St. Gotthardt sei zeitweise eine eigene Pfarrei gewesen, beruht auf einem Deutungs-Irrtum einer Notiz von 1907. 1987 wurde ein Bauernhaus neben der Kirche nach aufwändigem Umbau als Gemeindehaus eingeweiht.
Durch Bekanntmachung des Oberkirchenrats vom 6. Juli 1954 wurde die Göppinger Neubausiedlung Manzen, später auch die Siedlung Ursenwang der Kirchengemeinde St. Gotthardt zugeordnet. Zuvor gehörten diese zur Kirchengemeinde Holzheim. Durch Bekanntmachung des Oberkirchenrats vom 17. Dezember 1965 wurde für die beiden Orte Manzen und Ursenwang die Filialkirchengemeinde Manzen-Ursenwang gebildet, welche schließlich 1969 zur selbständigen Kirchengemeinde erhoben wurde.

### Kirchengemeinde Eislingen-Ottenbach
Die ehemalige Gemeinde Groß-Eislingen war politisch auf verschiedene kleine Herrschaften und Klöster aufgeteilt. Nach der Reformation gelangte der überwiegende Teil an das Hochstift Würzburg, welches sein Gebiet an verschiedene Herrschaften zu Lehen vergab. Etwa ein Drittel des Ortes war durch die Klöster Adelberg und Blaubeuren sowie das Stift Faurndau an Württemberg gekommen. Zunächst wurde im ganzen Ort die Reformation eingeführt. Im würzburgischen Teil wurde ab 1592 durch die Herren von Rechberg die Gegenreformation eingeführt, so dass die Pfarrkirche St. Maria (ab 1884 St. Markus) von Groß-Eislingen künftig wieder katholisch war. Die evangelischen Bewohner von Groß-Eislingen wurden dann von Klein-Eislingen betreut. 1903 wurde in Groß-Eislingen wieder eine evangelische Pfarrei errichtet und 1906 eine eigene Kirche erbaut. Die Christuskirche wurde 1906 vom Stuttgarter Architekten Richard Böklen im Jugendstil errichtet. Der Historienmaler und Direktor der Stuttgarter Kunstakademie Friedrich von Keller schuf das Leinwandgemälde Bergpredigt im Chor über den ursprünglichen farbverglasten Ostfenstern. Die Kirche und vor allem der Altarraum wurden 1963–1964 unter der künstlerischen Gesamtkonzeption von Rudolf Yelin d. J. stark verändert, von Jugendstilelementen „bereinigt“ und mit neuen Prinzipalien (Kanzel, Altar, Taufstein, Kreuz) ausgestattet.
Ab 2015 gehörte die evangelische Gemeinde Ottenbach, die vorher mit der Kirchengemeinde Hohenstaufen verbunden war, zur Christuskirchengemeinde.
Krummwälden war ebenso wie Groß-Eislingen politisch geteilt. Im württembergischen Teil wurde die Reformation eingeführt, der rechbergische und bubenhofener Teil blieb katholisch. Die bereits 1275 erwähnte Kirche St. Jakob in Krummwälden blieb zunächst katholisch, wird aber seit 1592 simultan genutzt. Es handelt sich um einen flachgedeckten Saalbau mit Chor und einem Dachreiter. Der Flügelaltar datiert 1510/20.
Im Gegensatz zu Groß-Eislingen, das überwiegend katholisch blieb bzw. durch die Gegenreformation wieder katholisch wurde, war Klein-Eislingen nach der Reformation durch Württemberg ein evangelischer Ort. Zunächst Filiale von Holzheim, nach der Reformation auch für die evangelischen Bewohner von Groß-Eislingen zuständig, wurde Klein-Eislingen 1863 eigene Pfarrei.
Eine Bernhardskapelle wurde in Klein-Eislingen bereits 1530 erwähnt. Sie wurde 1698 abgebrochen und durch die heutige Lutherkirche ersetzt. 1912/13 wurde die Lutherkirche durch den bekannten Architekten Martin Elsaesser mit Jugendstilelementen völlig umgestaltet und stark erweitert. Im alten Chor, heute Sakristei, verblieben einige 1698 gestiftete Rundglasscheiben mit wappenähnlichen Glasmalereien. Der Altarraum von 1913 erhielt eine inzwischen restaurierte Jugendstil-Farbgebung und ein Weihnachtsfenster der Glasmalerin Lydia Schäfer (* 1882, später: Jost-Schäfer). Im Rahmen der Kirchenrenovierung 2001 wurde eine neue Orgel eingebaut.
Nachdem mit Wirkung vom 1. August 1933 die politischen Gemeinden Groß-Eislingen und Klein-Eislingen zur Stadt Eislingen/Fils zusammengeschlossen wurden, wurde das bisherige Pfarramt von Klein-Eislingen in Stadtpfarramt der Lutherkirche in Eislingen und das bisherige Pfarramt von Groß-Eislingen in Stadtpfarramt der Christuskirche in Eislingen umbenannt.
Mit Wirkung vom 1. April 1934 wurde die Christuskirchengemeinde Eislingen mit der Lutherkirchengemeinde Eislingen zur Gesamtkirchengemeinde Eislingen zusammengeschlossen, nachdem das Kultministerium die neue Gesamtkirchengemeinde mit Schreiben vom 3. November 1933 als Körperschaft des öffentlichen Rechts anerkannt hatte. Die beiden Teilkirchengemeinden blieben jedoch weiterhin eigenständige Körperschaften des öffentlichen Rechts. Mit Wirkung vom 1. Januar 1963 wurde die Gesamtkirchengemeinde Eislingen wieder aufgehoben.
Der Zusammenschluss der evangelischen Kirchengemeinden in Eislingen ist in naher Zukunft geplant.

### Kirchengemeinde Eschenbach-Heiningen
Die Kirchengemeinde Eschenbach-Heiningen umfasst seit Ende 2019 die Gemeinden Eschenbach und Heiningen.
Eschenbach gehörte kirchlich zu Lotenberg, einem heute zu Eschenbach gehörigen Weiler. Der Ort war aufgeteilt zwischen Württemberg und den Liebensteinern. Die Pfarrkirche in Lotenberg, 1228 erstmals erwähnt, ab 1586 St. Peter genannt, gelangte mit der Burg 1379 an Württemberg, 1420 an Hans Dachenhausen und wurde von diesem 1434 dem Göppinger Spital geschenkt. 1814 wurde die Kirche abgebrochen und die Pfarrei nach Eschenbach verlegt, wo bereits 1739 eine eigene, chorlose Kirche erbaut worden war. Diese Kirche auf dem Bühl wurde 1862 erweitert und bei einer Renovierung 1963 das Altarfenster mit einem Glasgemälde von Rudolf Yelin d. J. (Motive: Kreuzabnahme, Auferstehung) versehen.
In Heiningen wurde eine Kirche 1228 erstmals erwähnt. Die Michaelskirche mit früherer Wehrkirchenfunktion liegt in einem ehemaligen Kirchhof. Das Patronat kam von den Ortsherren an Württemberg, das es 1393 an das Kloster Adelberg vertauschte. 1398 wurde das gotische Kirchenschiff mit Freskomalerei versehen: eine Christopherusdarstellung, eine seltene Kreuzannagelung und ein sogenannter „volto santo“, eine Kreuzigungsdarstellung mit einem bekleideten Christus. 1493 wurde der alte Chor abgetragen und 1514 ein neuer mit Sterngewölbe, zusammen mit der Sakristei, fertiggestellt. Ein schon geplanter Hochaltar wurde nicht mehr verwirklicht, denn der Bauernkrieg und die Einführung der Reformation in Württemberg unterbrachen die Baugeschichte. Im Rahmen der Kirchenrenovierung 1904 durch den Stuttgarter Architekten Richard Böklen wurde das mittlere Maßwerkfenster im Chor von Rudolf Yelin d. Ä. mit dem Motiv der Auferstehung Christi gestaltet. 1954 schuf Helmuth Uhrig ein Gefallenen-Mahnmal. Im Kirchturm hängen drei Glocken, darunter eine alte Marienglocke, die bis 1731 als Sturmglocke in einem Wehrturm hing, sicher vor 1350 gegossen; geläutet werden zwei Glocken von 1493 und 1612. Seit 1929 gibt es einen Posaunenchor und seit 1904 einen Kirchenchor, ferner ein ökumenisches Gemeindehaus zwischen der evangelischen und katholischen Kirche.
Durch Bekanntmachung des Oberkirchenrats vom 26. Mai 1983 wurden die evangelischen Bewohner der Aussiedlerhöfe Häderle und Schurr, die bis dahin zur damaligen Kirchengemeinde Heiningen gehörten, der damaligen Kirchengemeinde Eschenbach zugeordnet.

### Kirchengemeinde Faurndau-Wangen-Oberwälden
Seit dem 1. Januar 2024 haben sich die Evangelischen Kirchengemeinden Faurndau und Wangen-Oberwälden zu einer Kirchengemeinde zusammengeschlossen.
Die ehemalige Kirchengemeinde Faurndau umfasst den Stadtteil Faurndau der Stadt Göppingen. Im Stiftsarchiv St. Gallen ist eine Urkunde aus dem Jahr 875 verwahrt, in der Faurndau erstmals erwähnt wird. Es bestand das Kloster St. Maria, das vor 1228 in ein Kollegiatstift umgewandelt wurde. Zuvor wurde von etwa 1200 bis 1220 auf den Fundamenten von vier Vorgängerbauten die heutige Stiftskirche Faurndau gebaut, die zu den bedeutendsten romanischen Kirchenbauten in Schwaben gehört. Die dreischiffige flachgedeckte Pfeilerbasilika hatte zunächst noch keinen Turm, der erst in gotischer Zeit angebaut wurde. Bis zur Reformation war das Chorherrenstift Faurndau im Besitz des Klosters St. Gallen. Nach der Reformation 1535 wurde das Stift durch Württemberg aufgehoben und die ehemalige Stiftskirche Pfarrkirche des Ortes. – Sowohl der Ostgiebel als auch die Kapitelle im Inneren sind mit abwechslungsreichem Skulpturenschmuck ausgestattet. Ältester Teil ist im Osten der rippengewölbte Chor mit einer Hauptapsis und zwei Nebenapsiden, von denen die südliche später dem spätgotischen Sakristei-Anbau weichen musste. Der Hauptzugang im Westen ist ein dreifach gestuftes Säulenportal. Einzelne Säulen des Vorraums tragen frühgotische Kelchknospenkapitelle, die zu den frühesten dieser Art gehören. Die frühgotischen Wandmalereien im Chorraum stammen aus der Zeit um 1300. Auf den seitlichen Wandflächen wird aus dem Leben Marias erzählt. In den Gewölbekappen sind die vier Evangelistensymbole zu erkennen, in der Apsiskuppel noch Reste der ursprünglichen Bemalung: Christus in der Mandorla als Weltenrichter. Dazu thematisch passend wurde unterhalb der Mandorla das mittlere Chorfenster im Zuge der Kirchenrenovierung 1957 von Wolf-Dieter Kohler mit Glasmalerei versehen: Der Erzengel Michael wägt die menschlichen Seelen, die, durch den Klang der sieben apokalyptischen Posaunen erweckt, sich aus ihren Gräbern erheben, um sich dem Weltgericht Gottes zu stellen. – Ebenfalls 1957 wurde das Bronze-Altarkreuz von Emil Jo Homolka (1925–2010) sowie Altar, Kanzel und das Lamm über dem Südportal von Ulrich Henn geschaffen. Von Letzterem stammt auch der Brunnen der Barmherzigkeit vor der Kirche (2006). Der bekannte Architekt Martin Elsaesser schuf um 1920 in der Sakristei an der Wand einen Gefallenen-Gedenkschrein, dessen Flügeltüren außen mit vier Gemälden (Kreuzigung, Kreuzabnahme, Beweinung, Auferstehung) von der Künstlerin Käte Schaller-Härlin gestaltet wurden. Die Kirchengemeinde Faurndau hatte von 1964 bis 2019 zwei Pfarrstellen, ist Träger eines Kindergartens und hat auch einen Kirchenchor und einen Posaunenchor.
Die ehemalige Kirchengemeinde Wangen-Oberwälden umfasst die Gemeinde Wangen, seit 1937 auch den Weiler Niederwälden und seit Ende 2019 auch Oberwälden. Niederwälden wurde durch Bekanntmachung des Oberkirchenrats vom 19. März 1937 von der Kirchengemeinde Uhingen in die Kirchengemeinde Wangen umgegliedert. Oberwälden umfasste den Ortsteil Oberwälden und bildete bis Ende 2019 eine eigene Kirchengemeinde. Eine Kirche wurde in Oberwälden bereits 1187 erwähnt. Später wird sie Nikolauskirche genannt. Das Patronat hatten die Herren von Staufeneck, welches dann an das Kloster Adelberg sowie zu Ahelfingen und Zillenhart kam. Die Kirche hat im quadratischen romanischen Turmchor einen fast vollständig erhaltenen Fresken-Zyklus aus der Wende von der Früh- zur Hochgotik um 1300: Evangelisten im Gewölbe, ein Marienzyklus und der Kirchenpatron, der heilige Nikolaus, auf der Nordwand, die Ostwand mit einer Jonadarstellung, Christus als Schmerzensmann und einer Darstellung der Schutzmantelmadonna, und gegenüber zum Kirchenschiff hin auf dem Chorbogen das Gleichnis von den klugen und törichten Jungfrauen. Erst 1909 wurden die Fresken bei der Kirchenrenovierung durch Architekt Richard Böklen wiederentdeckt und restauriert. Die Pfarrei Oberwälden betreute bis 1967 auch die Nachbarkirchengemeinde Wangen, bis das Pfarramt dorthin verlegt wurde. Seit Ende 2019 bilden Wangen und Oberwälden eine Gemeinde.
Kirchlich war der Hauptort Wangen zunächst Filiale der Oberhofenkirche Göppingen. Eine Barbarakapelle in Wangen wurde 1535 aufgehoben, jedoch 1557 wurde eine eigene Pfarrei errichtet. Zeitweilig war sie mit Oberwälden vereinigt. Die heutige Kirche wurde 1887/88 im neugotischen Backsteinstil von Architekt Theophil Frey anstelle der spätgotischen und 1682 erweiterten Kirche erbaut und mit einem Holztonnengewölbe und reichhaltig mit Ornamenten versehen. Die Glasmalerei in Chorfenster und Rosette (Auferstehung Christi, Opferlamm, Ornamente) stammt aus der Münchner Werkstatt von Franz Xaver Zettler. 1977 wurde die Kirche renoviert.

### Kirchengemeinde Geislingen an der Steige

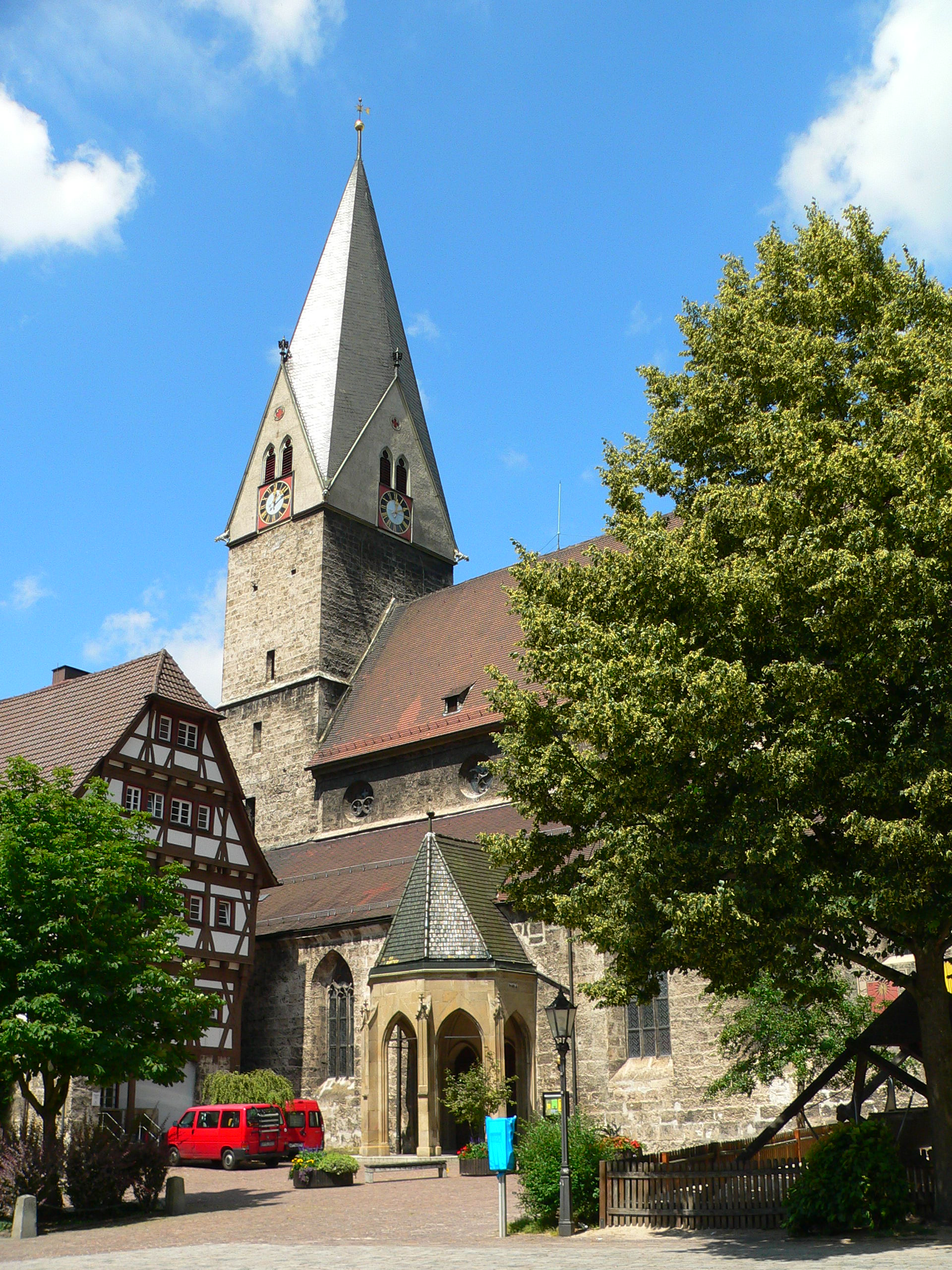
Stadtkirche Geislingen

Die Kirchengemeinde Geislingen umfasst die ehemaligen evangelischen Kirchengemeinden Eybach, Geislingen (mit Pauluskirche und Stadtkirche), Geislingen-Altenstadt (welche von 1983 bis 2008 in die Markuskirchengemeinde Geislingen und die Martinskirchengemeinde Geislingen aufgeteilt war), Stötten und Weiler o. H. 
Die Stadtkirche ist die zentrale Kirche von Geislingen. Sie ist eine dreischiffige gotische Pfeilerbasilika, die 1424 bis 1428 an Stelle einer Marienkapelle erbaut wurde. Der erst 1862 vollendete 63 Meter hohe Westturm überragt die Stadt. Baumaterial der Stadtkirche sind Tuffsteine, die in der Nähe abgebaut wurden. Im Inneren ist das Chorgewölbe, das Chorgestühl aus der Werkstatt Jörg Syrlin des Jüngeren von 1512, eine Reihe von Epitaphen (ab 1471), der Choraltar von Daniel Mauch (1520), die Kanzel von 1621 sowie die barocke Sakristeitür von 1683 sehenswert.
Bis 1951 gehörte auch der zu Weiler ob Helfenstein gehörige Weiler Hoffstett a. St. zur Kirchengemeinde Geislingen. Durch Bekanntmachung des Oberkirchenrats vom 31. Mai 1951 wurde dieser jedoch in die Kirchengemeinde Weiler ob Helfenstein umgegliedert.
Weiler hatte früher eine eigene Pfarrstelle (bereits 1535 kam der erste evangelische Pfarrer nach Weiler). Seit 1839 wurde das Pfarramt mit der Stadtkirche Geislingen verbunden. Die Kirche ist der Heiligen Margaretha geweiht. Die Kirche ist alt, allerdings ist ihr genaues Alter nicht mehr bestimmbar. Sie hat einen gotischen Kern und verbaute Maßwerkfenster. Das Schiff wurde mehrfach verändert.

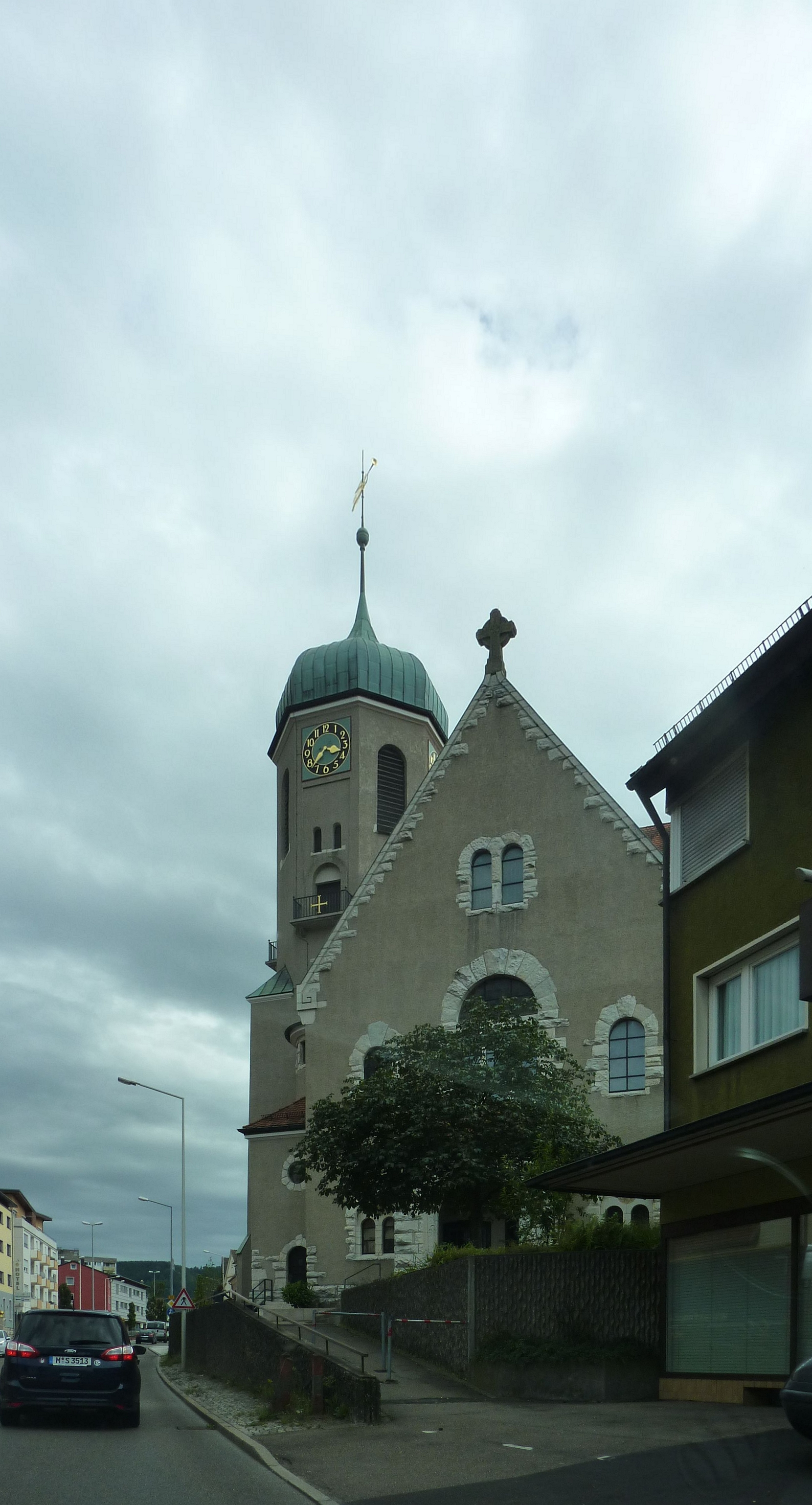
Martinskirche in Geislingen

In Altenstadt gab es ursprünglich eine Kirche St. Michael auf dem Lindenhof, die 1582 wegen Baufälligkeit größtenteils abgebrochen werden musste. Teile wurden zum Pfarrhaus umgebaut, das als solches bis 1822 genutzt wurde (seit 1946 Kinderheim). Nach Abbruch der Kirche St. Michael wurde die Martinskirche neue Pfarrkirche. Diese war im 13. Jahrhundert erbaut worden (die Vorgängerkirche aber wesentlich älter). Die Martinskirche wurde 1634 niedergebrannt, 1659/61 wieder aufgebaut, 1904 abgebrochen und danach erneut wieder aufgebaut. Die Kirchengemeinde Altenstadt wurde im 20. Jahrhundert zu groß. So wurde durch Bekanntmachung des Oberkirchenrats vom 1. September 1926 zunächst die Pauluskirchengemeinde Geislingen abgetrennt und die Kirchengemeinde Altenstadt in Martinskirchengemeinde Geislingen umbenannt. Mit Wirkung vom 4. Dezember 1983 wurde dann eine weitere selbständige Kirchengemeinde, die Markuskirchengemeinde Geislingen, von der Martinskirchengemeinde abgetrennt. Zum 30. November 2008 wurden die Martins- und Markuskirchengemeinde Geislingen zur Kirchengemeinde Geislingen-Altenstadt zusammengeschlossen.
Die Pauluskirchengemeinde Geislingen war durch Bekanntmachung des Oberkirchenrats vom 1. September 1926 als weitere Teilkirchengemeinde innerhalb der damaligen Gesamtkirchengemeinde Geislingen durch Abtrennung von der Kirchengemeinde Altenstadt gebildet worden. Die damalige Kirchengemeinde Altenstadt wurde dann in Martinskirchengemeinde Geislingen umbenannt. Die heutige Pauluskirche wurde 1956 erbaut.
1983 wurde die Markuskirchengemeinde als weitere Teilkirchengemeinde von der Martinskirchengemeinde Altenstadt abgetrennt.
Eybach war lange Zeit überwiegend katholisch. Ab 1607 führte die Ortsherrschaft die Reformation ein, doch konnte sie sich nicht völlig durchsetzen. Die Pfarrkirche St. Maria Himmelfahrt (erbaut im 15. Jahrhundert, 1870 verändert und 1970 erweitert) blieb daher katholisch. Jedoch wurde 1608 eine evangelische Pfarrei errichtet. In der Folgezeit wurde die Kirche simultan, das heißt von beiden Konfessionen genutzt. 1968 erbaute sich die Evangelische Kirchengemeinde Eybach eine eigene Kirche, die Christuskirche. Die alte Pfarrkirche wurde somit wieder der katholischen Gemeinde übergeben.
Die Michaelskirche Stötten wurde schon im 14. Jahrhundert erbaut. Um 1500 erhielt sie Wandmalereien im Turmchor, die erst 1970 freigelegt wurden.
Zum 1. Januar 2025 fusionierten die bis dahin fünf bisher selbstständigen Kirchengemeinden Geislingen, Altenstadt, Weiler, Eybach und Stötten zur neuen Kirchengemeinde Geislingen an der Steige.

### Kirchengemeinde Gingen an der Fils

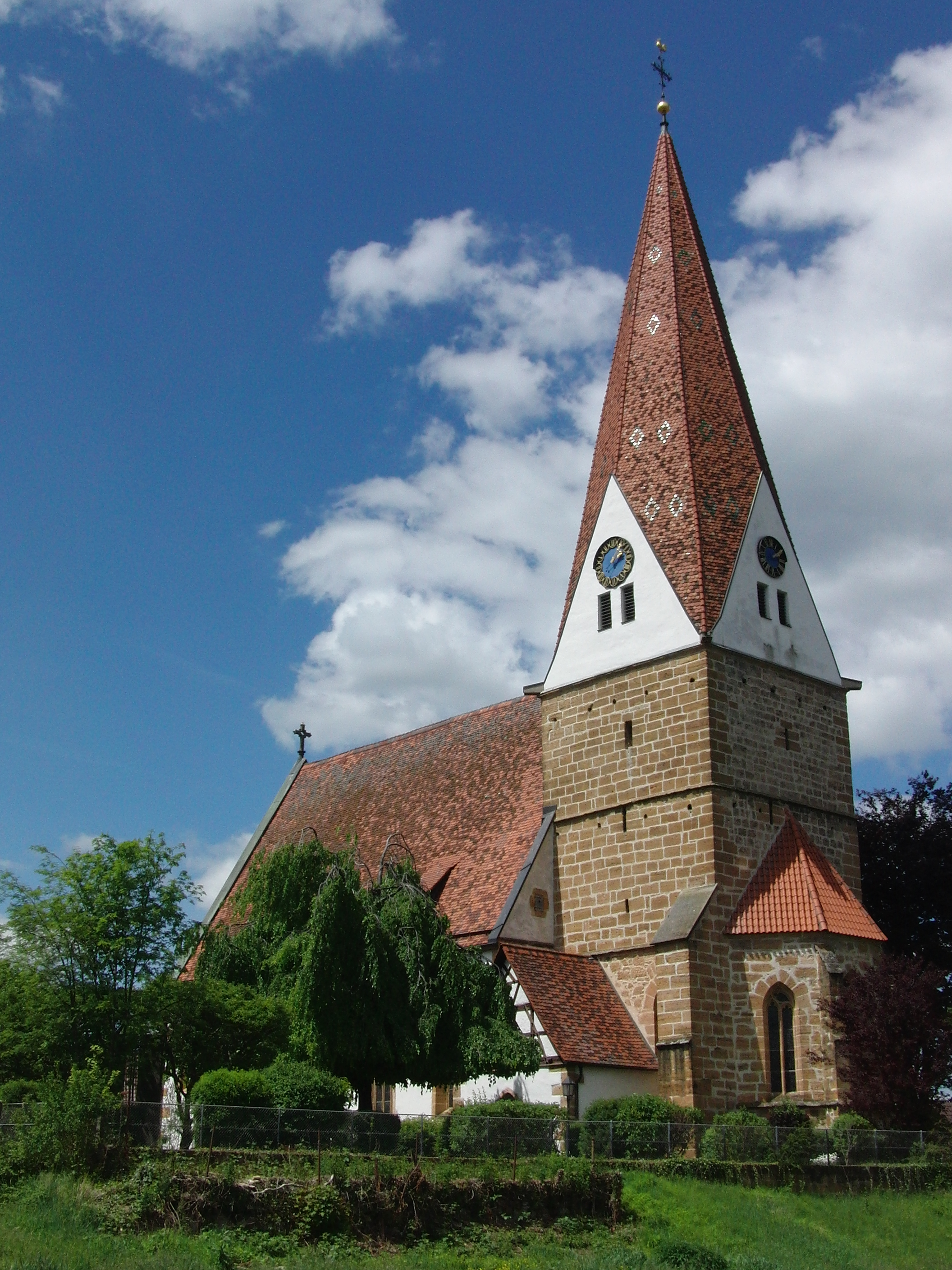
Johanneskirche in Gingen an der Fils

Die Kirchengemeinde Gingen an der Fils umfasst die gleichnamige politische Gemeinde Gingen an der Fils. Sie gehört zum Distrikt Unteres Filstal. Der Chorturm der Johanneskirche wurde schon im 12. Jahrhundert erbaut. Die Kirche ist aber wohl älter. Zumindest ist über dem Nordportal eine Kircheninschrift eingemauert, welche die Jahreszahl 984 zeigt. In der Spätgotik wurde die Kirche verändert und erweitert. Aus dem 17. und 18. Jahrhundert stammen die Grabdenkmäler. Die Wandmalereien im Chor und im Langhaus sind von 1487 bzw. 1524.

### Kirchengemeinde Göppingen
Die Kirchengemeinde Göppingen umfasst die ehemaligen evangelischen Kirchengemeinden der Kernstadt Göppingen. Dazu gehören die Martin-Luther-Kirchengemeinde, die Reuschkirchengemeinde, die Stadtkirchengemeinde Oberhofen und die Waldeckgemeinde.
Durch Bekanntmachung des Oberkirchenrats vom 5. Februar 1931 wurde die damalige Kirchengemeinde Göppingen mit ihren seit 1902 zwei Pfarrkirchen in eine Gesamtkirchengemeinde umgewandelt, die künftig aus zwei Teilkirchengemeinden, Stadtkirchengemeinde und Oberhofenkirchengemeinde Göppingen bestand. Das Kultministerium hatte die neuen Teilkirchengemeinden mit Schreiben vom 31. Januar 1931 als Körperschaften des öffentlichen Rechts anerkannt. Durch starken Zuzug entstanden im 20. Jahrhundert, vor allem nach dem Zweiten Weltkrieg, weitere Kirchen und es wurden neue Kirchengemeinden gegründet. So entstand die Reuschkirchengemeinde (Kirche von 1931), die Martin-Luther-Kirchengemeinde (1953 als Bodenfeldkirchengemeinde gebildet mit Kirche von 1956) und die Waldeckkirchengemeinde von 1969 (Kirche von 1979), sodass die Gesamtkirchengemeinde Göppingen aus fünf Teilkirchengemeinden bestand. 2005 fusionierten die Stadtkirchengemeinde und die Oberhofenkirchengemeinde Göppingen zur Stadtkirchengemeinde Oberhofen. Damit reduzierte sich die Zahl der Teilkirchengemeinden innerhalb der Gesamtkirchengemeinde Göppingen auf vier. Zum 1. Januar 2019 wurde die Gesamtkirchengemeinde Göppingen aufgelöst und in eine Verbundkirchengemeinde mit veränderten Strukturen und Zuständigkeiten umgewandelt.
Die Stadtkirche Oberhofen war die erste Pfarrkirche Göppingens. Sie wurde 1275 erstmals urkundlich erwähnt und auf den Resten mehrerer Vorgängerbauten als außerhalb der Stadtmauern gelegene spätgotische Oberhofenkirche von Graf Ulrich V. von Württemberg von 1436 bis 1490 neu erbauet, der sie in ein Chorherrenstift umwandelte. Sie hat bei einer Gesamtlänge von 49,50 Meter ein ursprünglich dreischiffig geplantes flachgedecktes Langhaus, ein netzgewölbtes Querschiff, einen überhöhten Polygonalchor und zwei Chorflankentürmen, seit dem Wirken des Ulmer Münsterbaumeisters August von Beyer 1884 mit steinernen Helmen. Im Innern beherbergt sie ein bedeutendes spätgotisches Chorgestühl und zahlreiche Grabdenkmäler. An der Chornordwand sind bauzeitliche Fresken zu finden, an der Südwand das einzig erhaltene Bild der unzerstörten Burg Hohenstaufen von 1470, das erst 1938 freigelegt wurde. Die Oberhofenkirche blieb nach der Reformation durch Württemberg wegen der verbliebenen Chorherren zunächst noch katholisch. In der Stadt gab es mehrere Kapellen, deren größte, die Johanneskapelle beim Schloss, daher ab 1532 bis zum Neubau der Stadtkirche 1619 als Stadt- und Dekanskirche diente. Die Oberhofenkirche wurde nach Auflösung des Chorherrenstifts 1534 wegen ihrer Lage außerhalb der Stadt und in einem Friedhof fast nur für Bestattungsfeiern und gelegentlich als Ausweiche bei Baumaßnahmen an der Renaissance-Stadtkirche genutzt. Die barocke Stuckdecke von 1686 entstand bei Sicherungsmaßnahmen wegen Baufälligkeit. Bestattungen des späten 17. und 18. Jahrhunderts dokumentieren sich in prunkvollen Barockepitaphien. Nach vorübergehender profaner Nutzung im frühen 19. Jahrhundert begann 1854 durch bürgerschaftliche Impulse die Restaurierung und neugotische Umgestaltung, die mit dem Aufsetzen von Steinhelmen auf die im Ganzen 50 Meter hohen Türme 1900 abgeschlossen wurde. Seit 1902 ist die Oberhofenkirche wieder Gemeindekirche und zweite Pfarrkirche Göppingens. 1938 schuf Walter Kohler die Glasgemälde im mittleren Chorfenster (Passion, Auferstehung, Majestas Domini), 1983 nach Abschluss archäologischer Grabungen im Innenraum fügte sein Sohn Wolf-Dieter Kohler links und rechts die Themenfenster Gottes Schöpferwirken, Friedensbund und Verheißung und Wirken des Geistes Gottes von Pfingsten bis zum Himmlischen Jerusalem an. Die modernen Prinzipalien von 2013 lösten künstlerische Kanzelgestaltungen von 1883 (Jakob Grünenwald) und 1938 (Helmuth Uhrig) ab. Neben der Oberhofenkirche befindet sich die Heiligkreuzkapelle, der erhaltene Chor der ehemaligen Marienkapelle von 1410, die heute vor allem für Ausstellungen und Andachten verwendet wird.
1618/19 wurde innerhalb der Stadtmauer direkt beim herzoglichen Schloss anstatt der Johanneskapelle die Stadtkirche erbaut und damit zum Sitz des Göppinger Dekans bis heute. Baumeister Heinrich Schickhardt hat sie als protestantische Predigtkirche ohne Chor nach dem Vorbild seiner kleineren Kirche St. Martin in Montbéliard konzipiert, und zwar als Querkirche mit Kanzel an der östlichen Längswand und Altar an der nördlichen Schmalseite – wie die Torgauer Schlosskapelle, von Martin Luther 1544 noch persönlich eingeweiht – und mit einer großen dreiseitigen Empore versehen. Der stattliche Bau (Länge 40,40 Meter, Breite fast 21 Meter), Europas größte protestantische Renaissancekirche, bot in ursprünglicher Ausstattung weit über 1600 Sitzplätze. Auf Drängen der Bürgerschaft wurde der Dachraum als „Fruchtschütte“ mit vier Stockwerken konzipiert und genutzt. Weil aus liturgischen, optischen und akustischen Gründen der Predigtsaal stützenfrei sein sollte, musste Dach und Decke extrem weit gespannt und als Getreidespeicher gleichzeitig hoch belastbar sein. Dadurch ergab sich eine europaweit damals und bis heute einmalig wagemutige Dachwerk-Konstruktion, die früher wegen Überbeanspruchung sehr reparaturanfällig war. Die ursprüngliche Querausrichtung des Raumes wurde 1772 zur heute noch gültigen barocken Längsausrichtung der Emporen auf die neue Kanzel an der nördlichen Schmalseite umgebaut. Der letzten Innenrenovierung 1973–1976 gelang eine gute Stilkombination von Barock, Jugendstil und modernem, beweglichem Inventar. Durch Letzteres eignet sich der Kirchenraum bestens für multifunktionale und kreative Gottesdienst- und Veranstaltungsnutzung, wofür sie nach Auflösung der Pfarrstelle 2007 den Gemeinden und Einrichtungen in Stadt und Bezirk dient. Die seit Errichtung der Kirche vierte Orgel von 1981 bietet durch ihre Größe und Ausführung hervorragende musikalische Möglichkeiten. Die Stadtkirche ist seit der letzten Renovierung eines der wenigen Gebäude heutzutage, die mit Warmluft über echte Hypokausten nach antikem Vorbild beheizt wird.
Die Reuschkirche wurde in den Jahren 1930–1931 vom Göppinger Architekt Otto Bengel erbaut. Die sechs Rundfenster (Motive: die sechs Tage der Schöpfungsgeschichte) wurden vom Göppinger Glasschleifer Hermann Fischer in der bei Kirchenausstattungen sehr seltenen Glaschliff-Technik gearbeitet. Nach ihrer Kriegszerstörung 1945 wurden sie 1950 von Rudolf Yelin d. J. durch Glasmalerei (fünf Passions- und ein Ostermotiv) ersetzt. 1986 wurde die Reuschkirche unter Denkmalschutz gestellt. Die Orgel stammt von 1985.
Für die evangelischen Bewohner im Seelsorgebezirk Oberhofen-Süd der damaligen Oberhofenkirchengemeinde Göppingen wurde durch Bekanntmachung des Oberkirchenrats vom 23. Oktober 1953 die selbständige Bodenfeldkirchengemeinde innerhalb der Gesamtkirchengemeinde Göppingen gebildet. Das Kultusministerium hatte die neue Kirchengemeinde mit Schreiben vom 16. September 1953 als Körperschaft des öffentlichen Rechts anerkannt. Der Stadtteil Bodenfeld war seinerzeit räumlich getrennt vom übrigen Stadtgebiet durch die Eisenbahnlinie und die Fils. Die zugehörige Bodenfeldkirche, später Martin-Luther-Kirche genannt, wurde 1956 von Architekt Walter Ruff erbaut. Das große Gemälde an der Altarwand mit dem Thema Gnadenstuhl, einem Bildtypus für die Dreieinigkeit, wurde von Wolf-Dieter Kohler geschaffen. Mit Wirkung vom 4. Oktober 2005 wurde die Bodenfeldkirchengemeinde Göppingen in Martin-Luther-Kirchengemeinde Göppingen umbenannt. Die Martin-Luther-Kirche wurde 2014 an die syrisch-orthodoxe Gemeinde Mor Jakob von Sarug e. V. verkauft. Als Ersatz für die Kirche wurden für die Gemeinde Räume in einem Neubau erstellt.
Die Waldeckkirchengemeinde wurde durch Bekanntmachung des Oberkirchenrats vom 23. April 1969 als weitere Teilkirchengemeinde innerhalb der Gesamtkirchengemeinde Göppingen errichtet, nachdem das Kultusministerium mit Schreiben vom 15. Januar 1969 die Waldeckkirchengemeinde Göppingen als Körperschaft des öffentlichen Rechts anerkannt hatte. 1979 wurde vom Göppinger Architekt Walter Bosch die Waldeckkirche erbaut. Die künstlerische Gesamtkonzeption lag bei Wolf-Dieter Kohler, der die Prinzipalien, die Altargeräte, den Wandbehang und die farbige Betonverglasung (Wasserströme (Ps 137,1 ) und zwölf Eck- und Edelsteine des himmlischen Jerusalem (Off 21,12 )) schuf.

### Kirchengemeinde Hattenhofen
Die Kirchengemeinde Hattenhofen umfasst die Gemeinde Hattenhofen. Eine Kirche wurde in Hattenhofen 1275 erstmals erwähnt. Der Kirchensatz kam über die Grafen von Aichelberg an Württemberg und 1456 an das Stift Oberhofen in Göppingen, dem die Kirche 1457 inkorporiert wurde. Die Ägidiuskirche ist im Kern romanisch, wurde aber mehrfach verändert, zuletzt 1930. Der Turm (um 1150) hat noch romanische und gotische Fenster. 1920 wurde vom Stuttgarter Glasmaler Adolf Saile sen. (1879–1964) ein Gedenk-Fenster mit einer Pietà gestaltet. Die Kirchengemeinde Bezgenriet im Stadtteil Bezgenriet der Stadt Göppingen wird seit 2013 von Hattenhofen versorgt.

### Kirchengemeinde Jebenhausen
Die Kirchengemeinde Jebenhausen umfasst den Stadtteil Jebenhausen der Stadt Göppingen. Jebenhausen gehörte kirchlich zunächst zur Stiftskirche Faurndau. 1559 wurde Jebenhausen eigene Pfarrei. Eine Kapelle St. Philipp und Jakobus bestand schon 1228. Die Herren von Liebenstein führten die Reformation ein. Reformator war Jakob Andreä. Die Kirche wurde 1506 in spätgotischer Form erbaut. Sie besitzt mehrere Epitaphien der Ortsherrschaft. Nach dem Neubau der heutigen Jakob-Andreä-Kirche wurde die alte Kirche an die Stadt Göppingen verkauft, die dort im Jahr 1992 das Jüdische Museum Göppingen eröffnete. Die moderne Kirche wurde von Architekt Heinz Rall geplant und 1966 eingeweiht. Zwei Jebenhäuser Künstler trugen zur Gestaltung bei: Sigrid Flassbeck von Liebenstein schuf die Betonverglasung aus Dallglas in der Taufnische und Manfred Spang das Wandrelief (Fischzug des Petrus) und die Relieftafeln an der Emporenbrüstung (Geschichte der Gott-Mensch-Beziehung). Unter der Kirche sind im Hanggeschoss Gemeinderäume vorhanden.

### Kirchengemeinde Kuchen
Die Kirchengemeinde Kuchen umfasst die gleichnamige Gemeinde Kuchen. Die Jakobuskirche entstand um 1220, als Gottfried von Spitzenberg Reichskanzler bei Barbarossa war. 1430 wurde die Jakobuskirche selbständige Pfarrkirche. Der einschiffige Bau wurde umgebaut, das Langhaus verlängert. 1588–89 wurde die Kirche renoviert und das Innere im Renaissancestil umgestaltet. Es entstanden die Empore und die bemalte Holz-Kassettendecke. Im Innern sehenswert sind der Taufstein von 1733 und die Kanzel von 1876. 1957 wurden der Altar und das Kruzifix geschaffen und die Orgel neu gebaut.

### Kirchengemeinde Oberes Filstal
Zur Kirchengemeinde Oberes Filstal gehören Gruibingen, Wiesensteig, Mühlhausen, Hohenstadt und Drackenstein.
Die Martinskirche Gruibingen wurde bereits 1184 erstmals erwähnt. Im Kern ist es eine romanische Kirche, deren massig-quadratischer Westturm mit turmbreitem und flachgedecktem Schiff wohl im 12. Jahrhundert entstand. Um 1350 wurde ein gleich breiter gotischer Chor mit Dreiseitenschluss, Gewölbe und Chorbogen angebaut. Nach der Reformation waren, wie eine Inschrift besagt, zwei Emporen (wahrscheinlich im Westen und Norden) und 1698 eine Renovierung nötig. 1743 wurde der Chorbogen und das Chorgewölbe und damit der gotische Baustil zugunsten einer durchgehenden Flachdecke entfernt und konsequent eine Saalkirche mit Umlaufempore (auch im Chor), Ausrichtung des Gestühls auf die Kanzel an der Südwand und eine Barockausstattung geschaffen. Diesen Charakter einer Querkirche verlor die Martinskirche dann erst 1973/74 mit der grundlegenden Umgestaltung und neuen Längsausrichtung durch den Ulmer Architekten Folker Mayer (1921–2013): Von den Emporen verblieb nur die im Westen mit der Orgel, die dort seit 1866 und als Neuinstrument seit 1892 ihren Platz hat. Umfangreiche archäologische und denkmalpflegerische Untersuchungen waren vorausgegangen: mindestens zwei Vorgängerkirchen aus Stein konnten nachgewiesen, bedeutende Wand- und Gewölbemalereien und Bilderzyklen aus der Zeit des beginnenden 14. Jahrhunderts bis zum 15. Jahrhundert in bis zu fünf Schichten entdeckt und vieles davon freigelegt und restauriert werden, ebenso zahlreiche Bildtafeln von 1743, auch von 1817 aus der alten Dorfkirche in Geislingen-Eybach stammende Ergänzungen auf den Emporenbrüstungen. 1866 und nochmals 1933 gab es zahlreiche Renovierungsmaßnahmen. Glasmalerei des 20. Jahrhunderts wurde in der Farbigkeit den vorherrschenden Wandgemälden angepasst: 1974 schuf der Stuttgarter Glaskünstler Adolf Valentin Saile drei Chorfenster mit den Themen Verlorener Sohn, Passion/Ostern und Barmherziger Samariter. Seine Tochter Anna-Dorothea Kunz-Saile gestaltete 1995 das Südfenster (Weltenrichter, Himmlisches Jerusalem und Das Grün am Wasser des Lebens). Die Kirchengemeinde Gruibingen gehörte zunächst zum Kirchenbezirk Göppingen. Mit Wirkung vom 1. Januar 1972 wurde sie zusammen mit der Kirchengemeinde Auendorf in den Kirchenbezirk Geislingen umgegliedert.
Da Wiesensteig überwiegend katholisch ist, wurde erst 1852 für die kleine evangelische Gemeinde eine ständige Pfarrverweserei errichtet, die 1931 zur Pfarrei erhoben wurde. Eine eigene Kirche erhielt die Gemeinde aber erst 1974. Sie hat seit 1985 ein eigenes Gemeindezentrum.

### Kirchengemeinde Salach
Die Kirchengemeinde Salach umfasst die Gemeinde Salach ohne den Weiler Baierhof, welcher durch Bekanntmachung des Oberkirchenrats vom 23. April 1957 in die Kirchengemeinde Süßen umgegliedert wurde.
Eine Kirche wurde in Salach bereits 1275 erwähnt. Ab 1356 wird sie St. Margaretha genannt. Erst ab 1600 führte Württemberg die Reformation ein. Durch Wilhelm von Guyn wurde sie ab 1635 wieder rückgängig gemacht, doch musste dieser in der Margaretenkirche 1655 ein Simultaneum akzeptieren. Die Katholiken wurden dann nach Kleinsüßen zugeteilt. Die Pfarrei Salach war danach zunächst nicht besetzt. Erst 1798 wurde Salach wieder eigene Pfarrei, wobei diese in Staufeneck ihren Sitz hatte. 1819 wurde Salach der Pfarrei Großsüßen zugeteilt und erst 1898 wieder eigene Pfarrei. Bis 1905 wurde die Salacher Kirche noch simultan genutzt, dann erbauten sich die Katholiken eine eigene Kirche St. Margaretha. Seither ist die alte Margaretenkirche in Salach ganz evangelisch. Die spätgotische Chorturmanlage wurde 1906 erneuert und dabei von Glasmaler B. Kraus das Chorfenster mit einer Auferstehungsdarstellung versehen. Bei der nächsten Renovierung Ende der 1950er Jahre wurde es im Fenster des Südanbaus eingepasst. Hans Gottfried von Stockhausen schuf 1959 für den Chor ein neues Auferstehungs-Fenster. Der Turm hat ein Helmdach und ein Kreuzrippengewölbe. Die Wandmalereien von 1400 wurden 1958 freigelegt und restauriert. Die Kirche birgt Grabdenkmäler der Herren von Rechberg aus dem 16. Jahrhundert. Im Jahr 2005 wurde im Zuge einer Generalsanierung der Südanbau vom Chorraum mit den Malereien durch eine Glaswand abgetrennt.

### Verbundkirchengemeinde Schurwald (Adelberg-Börtlingen-Birenbach)
Die Verbundkirchengemeinde Schurwald umfasst die Gemeinden Adelberg, Börtlingen und Birenbach.
Das kirchliche Leben in Adelberg beginnt mit der Gründung des Klosters Adelberg 1178. Klostervogt war der jeweilige Herr der Burg Hohenstaufen, der Herzog von Schwaben. Das 1188 errichtete Frauenkloster wurde 1476 nach Lauffen am Neckar verlegt. 1361 brannte das Kloster zum Großteil ab. Danach unterstand es als Reichspfand Württemberg. Es wurde wieder aufgebaut und konnte ein bescheidenes Umland zugewinnen, darunter zehn Dörfer und 19 Weiler. 1525 wurde das Kloster im Bauernaufstand teilweise zerstört. Bis zur Reformation wurde es teilweise wieder aufgebaut und noch bis 1565 gab es katholische Äbte. Danach wurde das Kloster Adelberg von einem Klosteramt verwaltet, im Kloster selbst eine Klosterschule eingerichtet, die bis 1629 bestand. Die mittelalterliche Klosterkirche St. Maria und Ulrich ging im 16. Jahrhundert ebenso wie das Konventsgebäude und einige Wirtschaftsgebäude ab. Erhalten ist die ehemalige Ulrichskapelle und die einstige Prälatur, ein Fruchtkasten sowie das Forstamt. Die Ulrichskapelle wurde um 1500 unter Abt Berthold Dürr erbaut und von dessen Nachfolger mit einem Hochaltar von Bartholomäus Zeitblom kostbar ausgestattet. Der Ort Adelberg in der Nähe des Klosters hieß bis 1851 Hundsholz. Die Dorfkirche von 1490 besitzt eine Predella, die ebenfalls der Zeitblom-Werkstatt zugeschrieben wird. Die gesamte farbige Fensterverglasung stammt von 1972, das mittlere der fünf Chorfenster zeigt das „Licht in der Finsternis“. Ein Passionszyklus-Gemälde von 1980 des Adelberger Künstlers Ernst Lutz (1941–2008) ist als Dauerleihgabe der Kommune in der Kirche ausgestellt.
Bis 1859 gehörte auch Oberberken und bis 1970 auch Unterberken zur Kirchengemeinde Adelberg, bevor 1859 in Oberberken eine eigene Filialkirchengemeinde errichtet wurde. Dieser wurde mit Wirkung vom 1. Januar 1970 auch Unterberken zugeordnet. Bis 1992 war die Kirchengemeinde Adelberg zum Kirchenbezirk Schorndorf zugeordnet und wurde mit Wirkung vom 1. Januar 1993 in den Kirchenbezirk Göppingen umgegliedert.
In Börtlingen wurde bereits 1202 eine Kirche erwähnt. Die 1271 erwähnte Pfarrei wurde dem Kloster Adelberg inkorporiert. Ab 1595 war Börtlingen Filiale von Oberwälden. 1844 wurde Börtlingen wieder eigene Pfarrei. Die Börtlinger Kirche ist im Kern spätgotisch (um 1500), wurde aber mehrfach verändert. Der Turm wurde 1819 erbaut. Im Chor ist eine Johannisschüssel aus dem 14. Jahrhundert und ein Vesperbild von 1500 erhalten. Im Rahmen der großen Kirchenrenovierung 1956 schuf der Stuttgarter Glasmaler Adolf Valentin Saile das Chorfenster mit Johannes- und Passionsmotiven.
Birenbach war ein geteilter Ort. Der württembergische Teil wurde nach der Reformation der Nachbarpfarrei Börtlingen zugeordnet, der ritterschaftliche Teil Birenbachs blieb katholisch. Die Kirche in Birenbach ist daher katholisch. In Birenbach gibt es jedoch ein evangelisches Gemeindehaus, das 2007 durch das Architekturbüro Klaiber + Oettle zum Kirchsaal umgestaltet wurde. Der Kirchensaal erhielt eine Pfeifenresonatorenorgel der Firma Kienle. In Börtlingen gibt es ein ökumenisches Gemeindehaus.
Bis 1989 hieß die Kirchengemeinde und das zugehörige Pfarramt nur „Börtlingen“. Durch Bekanntmachung des Oberkirchenrats vom 20. März 1989 wurden beide in „Börtlingen-Birenbach“ umbenannt.

### Kirchengemeinde Steinenkirch

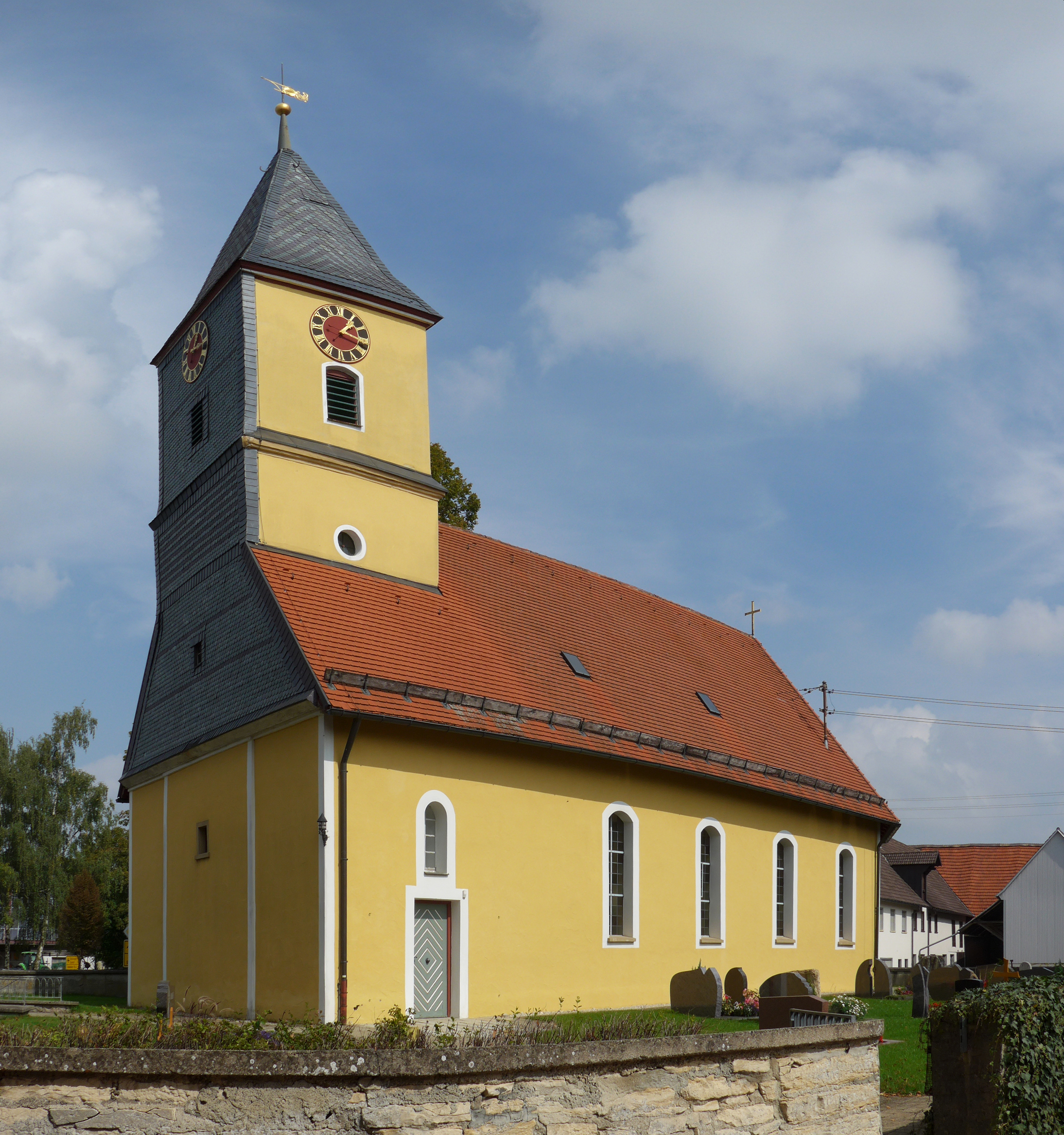
Ulrichskirche in Steinenkirch

Die Kirchengemeinde Steinenkirch umfasst die Ortsteile Steinenkirch und Treffelhausen sowie den Kernort der Gemeinde Böhmenkirch und Schnittlingen. Die Kirchengemeinde hat zwei Gotteshäuser, die Ulrichskirche in Steinenkirch und die Lutherkirche in Böhmenkirch. Die Ulrichskirche wurde bereits 1275 erstmals erwähnt. Die heutige Kirche wurde 1795 im klassizistischen Stil erbaut. Das Abendmahlsbild stammt von Hans Stürmer aus Ulm. Böhmenkirch und Treffelhausen sind überwiegend katholische Orte. Erst nach dem Zweiten Weltkrieg zogen dort Protestanten zu. Sie gehörten somit von Anfang an zur Kirchengemeinde Steinenkirch. Es wurde jedoch inzwischen eine eigene Kirche, die Lutherkirche erbaut.

### Gesamtkirchengemeinde Stubersheimer Alb
Die Gesamtkirchengemeinde Stubersheimer Alb umfasst die fünf selbständige Kirchengemeinden Bräunisheim, Hofstett-Emerbuch, Stubersheim, Schalkstetten und Waldhausen, welche auch weiterhin Körperschaften des öffentlichen Rechts sind. Bereits 1977 wurde aus den Kirchengemeinde Bräunisheim, Hofstett-Emerbuch, Stubersheim und Schalkstetten die Gesamtkirchengemeinde Schalkstetten-Stubernheim gebildet. Am 1. Januar 2003 wurde die Kirchengemeinde Waldhausen in diese Gesamtkirchengemeinde eingegliedert. Dabei wurde der Name der Gesamtkirchengemeinde in Stubersheimer Alb geändert.

#### Kirchengemeinde Bräunisheim
Die Kirchengemeinde Bräunisheim umfasst den gleichnamigen Ortsteil der Gemeinde Amstetten. Der heutigen Ortsteil Sontbergen der Gemeinde Gerstetten gehörte bis 1974 noch zu Bräunisheim. Die Kirchengemeinde gehört zum Distrikt Alb. Sie wird vom Pfarramt Schalkstetten betreut. Die Petruskirche wurde bereits 1478 erwähnt. 1590 wurde sie erweitert.

#### Kirchengemeinde Hofstett-Emerbuch
Die Kirchengemeinde Hofstett-Emerbuch umfasst den gleichnamigen Ortsteil der Gemeinde Amstetten. Sie gehört zum Distrikt Alb. Die Kirchengemeinde wurde zunächst vom Pfarramt Stubersheim betreut. In den Jahren vor 1590 war Hofstett-Emerbuch Filiale von Ettlenschieß (Kirchenbezirk Ulm), danach kam es wieder zu Stubersheim. Die Bartholomäuskirche wurde 1508 erwähnt. Die spätgotische Kirche hat einen kreuzgewölbten Chor.

#### Kirchengemeinde Stubersheim

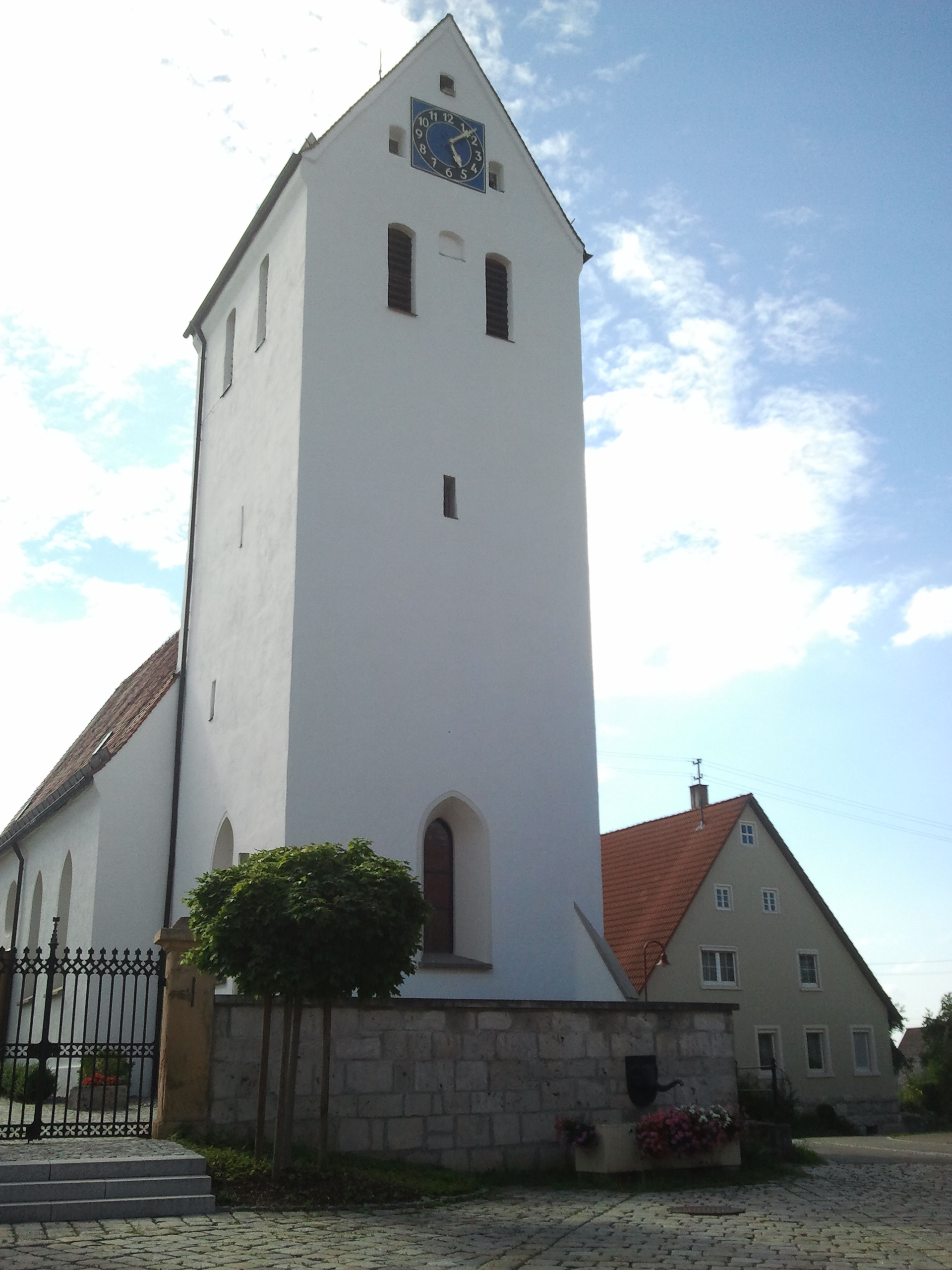
Johanneskirche in Stubersheim

Die Kirchengemeinde Stubersheim umfasst den gleichnamigen Ortsteil der Gemeinde Amstetten. Sie gehört zum Distrikt Alb. Das Pfarramt Stubersheim betreut auch die Nachbarkirchengemeinde Hofstett-Emerbuch. die Johanneskirche in Stubersheim wurde bereits 1275 erwähnt. Die heutige Kirche stammt jedoch aus dem 14. Jahrhundert. Sie wurde mehrfach renoviert. Der Chor hat ein Kreuzrippengewölbe.

#### Kirchengemeinde Schalkstetten

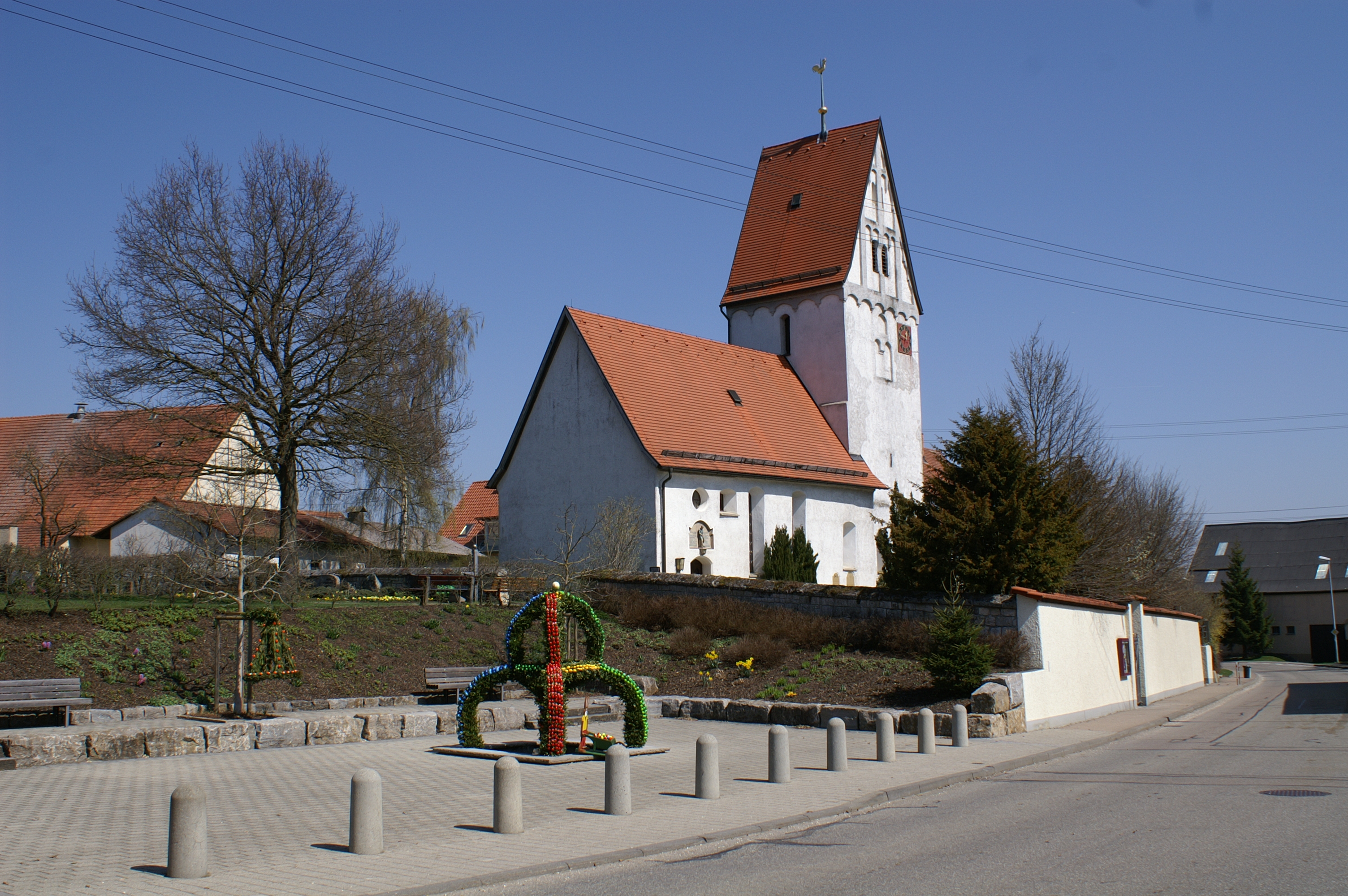
Veitskirche in Schalkstetten

Die Kirchengemeinde Schalkstetten umfasst den gleichnamigen Ortsteil der Gemeinde Amstetten. Sie gehört zum Distrikt Alb. Das Pfarramt Schalkstetten betreut auch die Nachbarkirchengemeinden Bräunisheim und Waldhausen. Die Veitskirche (früher auch St. Maria) wurde erstmals 1275 erwähnt. Die heutige Kirche ist spätgotisch mit Turmuntergeschoss aus dem 14. Jahrhundert.

#### Kirchengemeinde Waldhausen
Die Kirchengemeinde Waldhausen umfasst den gleichnamigen Stadtteil von Geislingen an der Steige. Die Kirchengemeinde wird schon von alters her vom Pfarramt Schalkstetten betreut. Das kleine Kirchlein, das angeblich St. Vitus geweiht sein soll, ist spätgotisch mit frühgotischem Turmsockel und kreuzgewölbtem Chor.

### Kirchengemeinde Süßen
Die Kirchengemeinde Süßen umfasst die gleichnamige Stadt Süßen sowie den Weiler Baierhof der Gemeinde Salach, welcher erst durch Bekanntmachung des Oberkirchenrats vom 23. April 1957 von der Kirchengemeinde Salach hierher umgegliedert wurde.
Bis 1933 bestand die heutige Stadt Süßen aus den bis dahin selbständigen Gemeinden Kleinsüßen und Großsüßen, die damals zur Gemeinde Süßen vereinigt wurden. Kirchlich bildeten beide Gemeinden die Kirchengemeinde Großsüßen. Die Ulrichskirche in (Groß-)süßen geht zurück auf einen spätgotischen Saalbau von 1480, der nach dem Brand von 1707 erneuert wurde. Der Chor ist noch alt, der Westturm ebenfalls, hat aber eine Obergeschoss aus dem 18. Jahrhundert. Die Kanzel ist aus der Barockzeit. Infolge der Vereinigung von Groß- und Kleinsüßen 1933 zur Gemeinde Süßen, wurde auch die Kirchengemeinde und das Pfarramt Großsüßen entsprechend umbenannt.
Bis 1933 gehörte auch der Näherhof zur damaligen Kirchengemeinde Großsüßen. Durch Bekanntmachung des Oberkirchenrats vom 18. März 1933 wurde dieser in den Kirchenbezirk Göppingen umgegliedert und der damaligen Kirchengemeinde Klein-Eislingen zugeordnet.

### Verbundkirchengemeinde Türkheim-Aufhausen
Die Verbundkirchengemeind Türkheim-Aufhausen umfasst die Kirchengemeinden Türkheim und Aufhausen.

#### Kirchengemeinde Türkheim

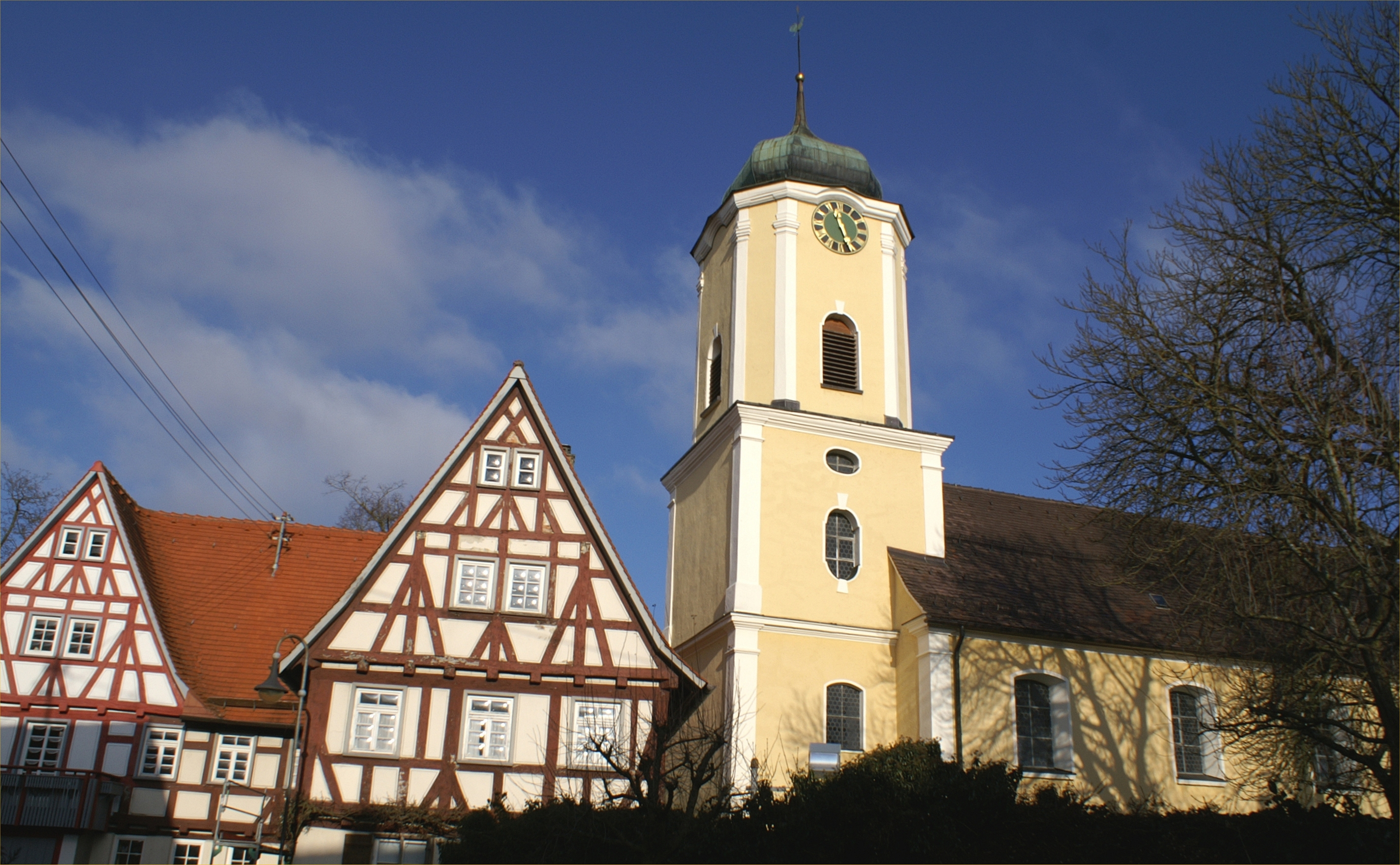
Evangelische St. Vituskirche in Türkheim

Die Kirchengemeinde Türkheim umfasst den gleichnamigen Stadtteil von Geislingen an der Steige. Die St. Vituskirche wurde 1771 von Johann Michael Keller dem Jüngeren erbaut. Sie hat eine Rokokokanzel. Von der Vorgängerkirche sind noch Epitaphe von 1589 und 1590 erhalten.

#### Kirchengemeinde Aufhausen
Die Kirchengemeinde Aufhausen umfasst den gleichnamigen Stadtteil der Stadt Geislingen an der Steige und die zu Bad Ditzenbach gehörige Schonderhöhe, die 1911 von der Kirchengemeinde Auendorf (damals Kirchenbezirk Göppingen) in die Kirchengemeinde Aufhausen umgegliedert wurde. Ursprünglich war der Ort eine Filiale von Deggingen. Nachdem Ulm die Reformation eingeführt hatte, bekam Aufhausen eine eigene Pfarrei. Eine Marienkapelle wurde bereits 1353 erwähnt. Aus ihr wurde im 14. Jahrhundert die heutige Marienkirche erbaut. Im Innern sind Apostelbilder von 1584 und ein Abendmahlsbild aus dem 18. Jahrhundert zu sehen.

### Kirchengemeinde Uhingen
Die Kirchengemeinde Uhingen umfasst die Stadt Uhingen mit ihren Stadtteilen Baiereck, Diegelsberg, Holzhausen, Sparwiesen und Nassachmühle, wobei Nassachmühle bis 1926 noch zur Kirchengemeinde Ebersbach gehörte und durch Bekanntmachung des Oberkirchenrats vom 28. Mai 1926 der Kirchengemeinde Uhingen angegliedert wurde. Zum 1. Januar 2016 wurde die Kirchengemeinde Baiereck-Nassach im Nassachtal, die bis dahin dem Kirchenbezirk Schorndorf zugeordnet war, mit der Kirchengemeinde Uhingen fusioniert.
Eine Kirche wurde in Uhingen 1275 erstmals erwähnt. Der Kirchensatz gehörte dem Kloster Adelberg. Die Kirche ist eine Westturmanlage mit netzgewölbtem Chor von 1519. Überreste einer Vorgängerkirche wurden im Mai 2020 bei archäologischen Grabungen vor dem Betonieren einer Bodenplatte entdeckt. 1693 wurde das Kirchenschiff leicht nach Norden erweitert, um dort und im Westen eine Empore einzubauen. Aus dieser Zeit stammt auch die Barockkanzel. Der Turm erhielt 1823 einen Anbau. 1912 und 1964 wurde die Kirche renoviert. Dabei entfernte man die Orgelempore aus dem gotischen Chor. Zuletzt wurde die Kirche 2020/2021 renoviert und dabei vor dem Einbau einer Fußbodenheizung vor allem im Chorbereich archäologisch untersucht.
Diegelsberg, Holzhausen und Sparwiesen waren von alters her Filialorte von Uhingen. Sparwiesen war aber bis 1922 noch eine selbständige Teilkirchengemeinde, die durch Bekanntmachung des Konsistoriums mit Wirkung vom 1. April 1922 mit der Kirchengemeinde Uhingen vereinigt wurde. In diesen drei Stadtteilen wurden von Architekt Walter Ruff eigene evangelische Kirchen erbaut. Die Pauluskirche Diegelsberg 1957, die Auferstehungskirche Sparwiesen 1960 und die Christuskirche Holzhausen 1964. Der Stuttgarter Glaskünstler Adolf Valentin Saile versah folgende Uhinger Gebäude mit Farbfenstern: 1949 Städtische Leichenhalle (Kreuzabnahme, Auferstehung), umgesetzt 1981 zur Aussegnungshalle, dort auch das Lichtband; 1953 Kirche Baiereck (Passion und Auferstehung, mit Umschrift (Joh 13,34 )); 1957 Diegelsberg Pauluskirche (Chorfenster Majestas Domini/Weltgericht, dazu das Paulus-Sgraffito am Turm); 1959 Gemeindehaus Uhingen (Erzengel Michael); 1960 Sparwiesen Auferstehungskirche (Altarwand-Fenster Auferstehung des Lazarus, Sakristeifenster), 1964 Christuskirche Holzhausen (Glasbeton-Südwand), 1964 Cäcilienkirche Uhingen (drei Chorfenster – links: Weihnachten; Mitte: Passion, Ostern; rechts: Majestas Domini, Werke der Barmherzigkeit). Der Uhinger Glasschleifer Helmut Edelmann schuf für den Gemeindesaal der Christuskirche Holzhausen 1964 vier Glasschliff-Fenster im Saal (Evangelistensymbole) in der Technik Flachglas-Radierung.
Die ehemalige Kirchengemeinde Baiereck, die in der Kirchengemeinde Uhingen aufgegangen ist, umfasst den Stadtteil Baiereck mit dem Weiler Unterhütt der Stadt Uhingen. Kirchlich war Baiereck zunächst Filiale von Ebersbach an der Fils. 1848 wurde eine eigene Pfarrei errichtet, zu der anfangs auch der Weiler Nassachmühle gehörte. 1860 wurde auch der Nachbarort Schlichten der Pfarrei Baiereck zugeteilt. Die Zuständigkeit für Schlichten ist mit dem Übergang nach Uhingen erloschen. Die Kirche in Baiereck wurde 1595 erbaut und 1849 umgestaltet. Sie hat einen Dachreiter.
In Nassachmühle wurde 1998 ein Gemeindehaus errichtet.
Bis 1937 gehörte auch der Wangener Ortsteil Niederwälden zur Kirchengemeinde Uhingen. Durch Bekanntmachung des Oberkirchenrats vom 19. März 1937 wurde Niederwälden der Kirchengemeinde Wangen zugeordnet.

### Kirchengemeinde Zell-Aichelberg
Die Kirchengemeinde Zell unter Aichelberg umfasst die Gemeinden Aichelberg und Zell unter Aichelberg.
Eine Kirche wurde in Zell unter Aichelberg bereits 1275 erwähnt und später St. Martin genannt. Die Martinskirche stammt in ihren wesentlichen Teilen aus dem Jahre 1386. Nach einem Blitzeinschlag im Jahre 1667 erhielt die Martinskirche ihren charakteristischen Turmhelm. Im Inneren wurden 1907 Wandmalereien an der Nordwand und im Chor entdeckt. Sie stammen aus der ersten Hälfte des 15. Jahrhunderts. Drei Reihen durch Wellenbänder getrennter Bilder zeigen an der Nordwand das Weltgericht und Veronika mit dem Schweißtuch, dann – beginnend an der Nordwand, fortsetzend an den Chorwänden – die Kindheitsgeschichte Jesu, endend mit der Flucht nach Ägypten. In der mittleren Reihe der Chorwände die Passion, beginnend mit der Ölbergszene, endend mit der Grablegung. Und schließlich in der unteren Reihe, beginnend an der Nordwand, mehrere Apostelmartyrien. Das farbige Chorfenster inmitten der Fresken wurde 1963 von Wolf-Dieter Kohler bewusst ungegenständlich gestaltet.
Aichelberg war kirchlich stets Filiale von Zell unter Aichelberg. Ihre Christuskirche wurde 1959 von dem Reutlinger Architekten Manfred Wizgall gebaut. Die Bleiglasfenster mit ihren starken Farben wurden von dem in Hepsisau lebenden Künstler Martin Domke entworfen: rechts unten in der Südwand von hinten nach vorne Geburt, Leiden und Grab Jesu, wo der Engel die Frauen zum Auferstandenen an der Stirnwand weist, links oben an der Nordwand dann Christus, der die zwölf Apostel aussendet. Das Altarfenster nach Osten zeigt Christus als Weltenherrscher und als Richter der Angenommenen und der Verdammten, als segnenden und einladenden Erlöser derer, die den Ruf der Offenbarungsposaunen hören. Das Bronzekreuz, die Leuchter und das Taufbecken schuf ebenfalls Martin Domke.
Bis 1975 gehörte die Kirchengemeinde Zell unter Aichelberg zum Kirchenbezirk Kirchheim unter Teck. Mit Wirkung vom 1. Januar 1976 wurde sie in den Kirchenbezirk Göppingen umgegliedert.
Bis 1933 war auch Eckwälden als Nebenort zur Kirchengemeinde Zell unter Aichelberg zugeordnet. Durch Bekanntmachung des Oberkirchenrats vom 18. März 1933 wurde Eckwälden der Kirchengemeinde Boll, die damals bereits Bestandteil des Kirchenbezirks Göppingen war, angegliedert.

## Archivquellen
- Bestand: Visitationsberichte.   Landeskirchliches Archiv Stuttgart. 1581–1822.   Signatur: A 1.
- Bestand: Kirchenvisitationsakten.   Hauptstaatsarchiv  Stuttgart. ca. 1601–1840.   Signatur: A 281.
- Bestand: Ortsakten [mit Digitalisaten der Pfarrbeschreibungen und Pfarrberichten (darin u. a.: Chronik, Filialverhältnisse)].   Landeskirchliches Archiv Stuttgart. ca. 1550–1923.   Signatur: A 29.
- Bestand: Ortsakten [mit Digitalisaten der Pfarrberichten (darin u. a.: Filialverhältnisse)].   Landeskirchliches Archiv Stuttgart. ca. 1924–1966.   Signatur: A 129.
- Bestand: Ortsakten [mit Visitationsberichten].   Landeskirchliches Archiv Stuttgart. ca. 1967–1989.   Signatur: A 229.
- Archivgut: Dekanatsarchive.   Landeskirchliches Archiv Stuttgart.   Signatur: F-Bestände.
- Archivgut: Pfarrarchive.   Landeskirchliches Archiv Stuttgart.   Signatur: G-Bestände.